# エール (テレビドラマ)
『エール』は、2020年度前期放送のNHK「連続テレビ小説」第102作で、2020年3月30日から11月27日まで放送されたテレビドラマ。
古関裕而と妻・金子をモデルに、作曲家とその妻の生涯をフィクションとして描く。主演は窪田正孝、ヒロインは二階堂ふみ。
全120回。本来は半年で終了する予定だったが、新型コロナウイルスの影響で撮影の中断期間が入ったため、予定外に『春よ、来い』以来の放送期間が半年間を超える作品となった。

## 企画・制作

### 企画
昭和という激動の時代の中で人々の心に寄り添う数々の曲を生み出した作曲家と、その妻の波乱万丈の生涯の物語を描く。昭和の音楽史を代表する作曲家・古関裕而と、歌手としても活躍したその妻・古関金子をモデルにするが、フィクションとして制作するため、人物名や団体名を一部改称して再構成する。主人公の一代記を夫婦の二人三脚で描くのは『マッサン』『あさが来た』『わろてんか』などNHK大阪放送局制作の作品に多く、東京制作では『ゲゲゲの女房』以来となる。
作品名の「エール」は「応援」の意で、東日本大震災から10年の節目を目前に「福島を応援したい」との思いを込めて企画され、福島出身の主人公を模索する中で福島の偉人であり多くの応援歌を作った作曲家の古関裕而に着目した。古関の出身地・福島市では連続テレビ小説の誘致に向けて2014年から活動を行っており、2016年10月には「古関裕而・金子夫妻NHK朝の連続テレビ小説実現協議会」を設立し、妻・金子の出身地でもある豊橋市にも連携を打診して、両市長がNHKに要望書を提出し両市商工会議所が15万人分を超える署名を集めるなど官民を挙げた誘致活動を展開。誘致活動がドラマ実現に繋がった初の事例となった。

### キャスティング
青年期から30年におよぶ人生を演じることとなる主人公・古山裕一役には、繊細さと大胆さ、強さと弱さの両面を併せ持ち、幅広い人間性を演じることのできる演技力が評価され、窪田正孝に決定した。窪田の朝ドラ出演は『ゲゲゲの女房』、『花子とアン』以来3度目で主演に選ばれた。2014年度後期『マッサン』の玉山鉄二以来約6年ぶりに男性が主演する。
情熱的で行動力のある女性とされるヒロイン・関内音役には、2018年度前期『半分、青い。』の永野芽郁以来4作ぶりに開催されたヒロインオーディションにより、2802人の応募者の中からオーディションで見せた熱演と歌唱力が評価を受けた二階堂ふみが選出された。
続いて福島ゆかりの人々のキャストが2019年9月6日に、豊橋ゆかりの人々のキャストが同年10月9日に発表された。語りは声優の津田健次郎が務めることが2020年2月20日に発表された。

### 脚本
『コード・ブルー』シリーズ、『ハゲタカ』などを手掛けた林宏司の脚本が予定されていたが、収録開始に先立ち「制作上の都合」により清水友佳子、嶋田うれ葉とチーフ演出の吉田照幸の3人による共同脚本へ異例の変更となり、収録開始後の2019年11月5日付で交代が発表された。
第1週から第3週については「原作 林宏司」のみのクレジット表記。
第4週以降のクレジット表記については「検討中」としていたが、第4週から第6週は「原作 林宏司」「脚本 吉田照幸」として表記され、第7週以降は「作」とは別に「原案 林宏司」としてクレジットタイトル半ばに表記されている。

### 制作
2019年2月28日に制作が発表された。連続テレビ小説初となる4Kで制作され、4K制作への移行にともなう制作時間、制作費の拡大とNHKが推進する「働き方改革」による制作現場の負担軽減から、本作より月曜日から金曜日までの週5回放送に短縮された。土曜日には、従来日曜日朝11時からの枠で行っていた「朝ドラ1週間」の初回放送枠を移設する形で、「朝ドラ好き」を公言する「朝ドラおじさん」こと日村勇紀（バナナマン）がナビゲーターとして解説を務め、その週を振り返る総集編を放送する。
収録は関東近郊のスタジオにて2019年9月17日にクランクイン。福島県内および愛知県豊橋市、新城市、蒲郡市、明治村でロケが行われた。
新型コロナウイルス感染症の緊急事態宣言を受けての前例のない収録休止などを経て（後述）、2020年10月29日にクランクアップした。実質的な最終回は第119回で、同回のラストでは物語は裕一と音が砂浜のベンチにカメラから背を向けて座ったところで終了した。その直後、視聴者に向けての挨拶と、翌日の放送内容を紹介するという演出で締めくくられた。最終回の第120回は、主要キャストがNHKホールに集結して古関裕而の楽曲を歌う「コンサート」として放送された。

#### 新型コロナウイルス感染症の影響
新型コロナウイルス感染拡大防止のため、人が密集する通例の第1週試写会&会見は行われず、キャストの登壇なしで参加者10人程度の小規模試写会に変更して計6回実施。恒例の“バトンタッチセレモニー”も、報道陣を入れない“無観客セレモニー”となった。
放送開始前からキャストに直接的な影響が及んでおり、小山田耕三役の志村けんが、収録途中の3月17日に新型コロナウイルスによる肺炎を発症、放送開始前日の3月29日に死去した。収録済みのシーンについてはそのまま放送し、未収録分については演じる俳優が変わると人物のイメージが変わってしまうとして代役は立てずに、脚本を変更して「ナレーションをうまく使って登場させる形」が検討されていると発表された。実際の放送では、第三者からの伝言、小山田からの手紙を受け取った裕一自身が読むなどの手法が用いられ、最終回では回想シーンで未公開の映像が使われた。
感染拡大を受けて、キャスト・スタッフの人数が多く安全対策に限界があるとして4月1日以降の収録を一時休止し、同日に収録休止を発表。当初は同月12日までとされていた休止期間はその後延長され、2か月半に及ぶ中断期間を経て、6月16日より放送センター内スタジオにて再開された。再開後の収録はNHKが策定した「感染防止のための制作マニュアル」に沿って出演者およびスタッフの健康を最優先に進められ、出演者は2m以上の間隔を維持し接近する芝居の必要時には出演者側の承諾を得る、出演者は本番撮影時以外は常にマスクやフェースシールドを着用する、出演者へ小道具の受け渡しにはその都度手指消毒を行う、セットは換気が可能な設計とした上で密集を避けるため担当者ごとに時間帯を分けてセッティングを行う、大勢での歌唱シーンでは飛沫防止のため生での歌声の収録を避け個別に歌を録音して後で映像へ重ねる、など様々な対策が講じられている。出演者のマスクの着脱に伴ってメークを直す必要が生じるなど、対策を徹底するためには通常の撮影より多くの時間を要することから、放送日程の見直しを行い、当初予定の全130回（26週）から全120回（24週）へ10回（2週）分を短縮して制作されることとなった。
本作は本来、2020年東京オリンピック・パラリンピック開催中に並行して放送される予定だったため、1年延期となった同大会開会式の生放送後に総集編が、NHK総合で再放送された。
この作品以降、連続テレビ小説の放送期間が変則的になり、通常サイクルに戻るのは2022年後期の『舞いあがれ!』まで待つことになった。

### 舞台
裕一の出身地である福島県（主に福島市・川俣町）、音の出身地である愛知県（主に豊橋市）、活躍の場である東京都が主な舞台で、また、慰問や作曲のために各地を訪れている（茨城県：土浦海軍航空隊、ビルマ：ラングーンなど、長崎県：浦上天主堂、兵庫県：阪神甲子園球場）。

## あらすじ
第1回の冒頭部では、紀元前1万年前の狩猟時代から現代のフラッシュモブに至るまで、「はるか昔から音楽がいかに人生の中に存在しているか」を表現した異色のアバンタイトルが導入された。時代は変わって昭和39年（1964年）、東京オリンピック開会式のオープニング曲を作曲した古山裕一は極度のプレッシャーと緊張から、開会式に出ようとせず国立競技場の地下のトイレに隠れていた。しかし、妻の音に引っ張り出され、競技場の警備員からも励まされて、夫婦二人で開会式の場へと向かっていく。
時代は再びさかのぼって明治42年（1909年）、福島県で代々呉服店を営む家族に、待望の男の子・古山裕一が誕生した。裕一は店の跡取りとして育つが、子供の頃の彼は内気で何の取り柄もない、ぼんやりしたいじめられっ子だった。しかし、蓄音機で聞いた音楽に心奪われ、初めて作った曲を担任の藤堂清晴にほめられた裕一は音楽家の道を志す。
一方、関内音は愛知県の豊橋で馬具製造販売会社を営む関内家三姉妹の次女として生まれた。音は教会で世界的なオペラ歌手・双浦環の歌声に魅了され、歌を習い始める。
成長した裕一は商業学校に進学するが、音楽に熱中して四年生を落第。家の商売も苦しくなり、裕一は権藤家の養子になり、昭和3年、川俣銀行に就職する。幼馴染の村野鉄男から国際作曲コンクールへの応募を勧められた裕一は、応募した曲が史上最年少で入賞。それを新聞で知った音は裕一と文通を始める。福島と豊橋の長い距離と双方の家族の反対にもかかわらず、2人は交際を続け結婚を決意。
音は上京して音楽学校に入学。音は裕一をレコード会社に売り込むがうまくいかない。しかし大物作曲家・小山田耕三の計らいでコロンブスレコードとの専属契約にこぎつける。裕一は悩んだ末、福島から上京。東京で二人の新生活をはじめる。だが裕一の曲はなかなか採用されず、同期の木枯正人に先を越される。その上契約料を半減されそうになる。裕一の幼馴染で音楽学校のプリンスと呼ばれる佐藤久志の紹介で、裕一は早稲田大学応援歌「紺碧の空」を作曲。その後、裕一、鉄男のコンビで作った『福島行進曲』が採用され、裕一は念願の作曲家デビューを果たす。
音は『椿姫』のオーディションに合格し稽古に励む。裕一は『船頭可愛いや』がレコード化されるが、全く売れず契約解除の危機に陥る。音の紹介で『船頭可愛いや』は双浦環の歌唱で再び発売されることになったが、小山田は流行歌の赤レーベルの作曲家の歌を西洋音楽の青レーベルの歌手が歌うことに反対する。反対を押し切り発売されたレコードは大ヒットする。そんな中、音は妊娠が判明。悩んだ末、椿姫を降板し音楽学校を退学。半年後、長女・華が誕生する。
裕一は福島の小学校校歌制作を依頼され、久しぶりに帰郷する。実家は店を畳んでいたが両親は裕一一家を歓迎する。だが裕一の弟の浩二は、家を捨てた裕一に冷ややかだった。そして父親の三郎が倒れる。三郎は胃癌で余命いくばくもない状態だった。三郎は浩二に家や財産を相続させると言い残し、裕一のハーモニカを聞いて息を引き取る。
裕一がコロンブスレコードと契約して5年。球団歌「大阪タイガースの歌（六甲おろし）」やご当地ソングを手掛け、安定した地位を築いていた。コロンブスレコードは専属新人歌手のオーディションを行うことになり、合格者のデビュー曲を裕一が担当することになった。音楽学校卒業後、くすぶっていた佐藤久志が応募する。結果、ラジオ局会長の息子・寅田熊次郎が合格し、久志は研究生としてかばん持ちなどで下積みしながら歌手をめざすことになった。
裕一のもとに弟子志願の田ノ上五郎が押し掛けてくる。熱心さに負け、住み込みの弟子にしたものの、五郎の曲作りはうまくいかない。音の妹・梅が『文藝ノ友』の新人賞を受賞して上京、古山家に住み込む。梅は五郎と馬が合わず、2作目の作品執筆もすすまない。だが、梅は次第に五郎の優しさに心惹かれていく。五郎は作曲家をあきらめ、古山家を出る。梅も豊橋に帰ると決め、五郎に思いを告白。二人は豊橋に帰り、五郎は馬具職人として修業を積んでから結婚することになった。
昭和12年、日中戦争が勃発。ある朝、裕一は新聞で公募された『露営の歌』を読み、曲をつける。これがコロンブスレコードで採用され、久志が歌を吹き込む。「露営の歌」は50万枚を超えるヒットとなり、古山家に電話が付き、裕一は音と華のためにオルガンを購入。音はこどもたちを集め音楽教室を開く。裕一は音の姉・吟の夫の智彦から、陸軍が制作する映画『暁に祈る』の主題歌を依頼される。裕一は鉄男が作詞、久志が歌を担当する「福島三羽ガラス」で曲作りを引き受ける。だが、鉄男の歌詞は何度も陸軍からボツにされ、ついに降板させられそうになる。裕一は鉄男、久志と福島に帰郷し、恩師の藤堂と再会。鉄男が歌詞に悩んでいることを相談すると、藤堂は出征することになったと打ち明ける。鉄男は藤堂に捧げるつもりで「暁に祈る」を書き上げると、すぐ採用される。映画が公開され、藤堂は「暁に祈る」の歌に送られ戦地へ旅立った。戦時歌謡ですっかり有名になった裕一は、戦地の様子を伝えるニュース歌謡を多数手がけるようになる。
ニュース歌謡などの需要で多忙になった裕一。昭和18年、物資が不足しはじめ、音の音楽教室の発表会も不謹慎と中止になる。そんな中、久志に召集令状が届き出征するが、身体検査で痔が見つかり、即日帰郷となる。久志は福島に戻り、鉄男は作詞をやめて新聞社に転職。音も音楽教室を閉める。音に軍需工場などを慰問する音楽挺身隊募集の手紙が届く。職人修行に耐えかねた五郎が裕一に泣きついてくる。裕一は「うまくいかない時は頭の中に好きな音楽を流す」とアドバイス。五郎を迎えにきた梅は、家がキリスト教でも特殊な宗派に属しているために特高に目をつけられているという。軍人の妻である吟は妹たちに「今は国民が一丸となってお国のために戦わんといかん」と言い、三姉妹に不協和音が生まれる。音は梅に背中を押され、音楽挺身隊に参加する。裕一を訪ねてきた鉄男と木枯は時勢にあわせられず創作から離れたというが、裕一は国のために頑張っている人を応援したいという思いを述べる。音は慰問先で合唱する曲のリストを作るが、顧問の神林康子は戦争の役に立たない音楽はいらないと拒絶。音が反論すると、挺身隊に非国民は必要ないと言われてしまう。その日の夕方、裕一に召集令状が届く。
その翌日、映画プロデューサーの三隅忠人が古山家を訪ね、裕一に予科練を題材にした映画『決戦の大空へ』の主題歌を依頼。三隅の調査で裕一は即日除隊と判明し、主題歌「若鷲の歌」を作曲したが、違和感を持った裕一は予科練を訪問。予科練生を取材したあと、曲を書き換える。予科練生の多数決で後者が選ばれ、映画も主題歌も大ヒットした。梅と結婚した五郎が裕一に挨拶に来る。五郎は戦争に協力する音楽を作ってほしくない、無駄に死ぬ人が増えると訴えるが、召集を回避した負い目のある裕一は「命を無駄と言うな」と声を荒げる。音の音楽教室の生徒・梅根弘哉は映画に憧れ、予科練に入隊する。戦況が悪化する中、裕一は報国音楽協会から戦地慰問を命じられ、旅立つ。
裕一はビルマ（現在のミャンマー）に到着。だがインパール作戦の停滞で、前線に向かう命令が下りず、後方ラングーンで待機させられる。1か月後、作家の水野伸平らが前線行きを許可される。裕一は水野から託された『ビルマ派遣軍の歌』の詞に曲をつける。2か月後、従軍記者の大倉憲三から、恩師の藤堂がビルマに居ると聞かされる。音と華は福島に疎開。3か月後、裕一は楽器を持参し、前線を慰問し、藤堂と再会する。さっそく楽器のできる兵士が集められ、藤堂が「ビルマ派遣軍の歌」を歌うことになる。翌日、演奏会の準備を進める中、裕一は、藤堂から妻・昌子への手紙を預かる。突如敵からの銃撃が始まり、藤堂は裕一を車の下に押し込む。裕一の目の前で兵士たちが次々撃たれ、藤堂も銃弾に倒れ戦死する。帰国した裕一は、福島の昌子夫人に手紙を届ける。泣き崩れる昌子。裕一は音と華にも再会するが、一人東京に戻り曲作りを続ける。昭和20年6月19日、豊橋は空襲を受け、関内家は全焼。昭和20年8月15日、終戦。焼け跡で光子は讃美歌「うるわしの白百合」を歌う。後日、音と華が帰京するが、若い弘哉が戦死したとの知らせを受けた裕一は「音楽が憎い」と曲を作らなくなった。その頃、劇作家の池田二郎は、NHKに戦災孤児を題材にしたラジオドラマの企画を持ち込んでいた。
終戦から3か月後、音楽から離れ、時計いじりに没頭する裕一に劇作家の池田二郎がラジオドラマ『鐘の鳴る丘』の音楽を依頼するが、裕一は断る。豊橋では五郎が馬具に変わって野球のグローブを作ろうと発案するが、空襲で重症を負った岩城が死去。吟の夫・智彦は軍人のプライドを捨て、闇市のラーメン屋で働きはじめる。音はバンブーの紹介でベルトーマス羽生からレッスンを受け始めたが、そこで占い師になった御手洗と再会する。1年半後、再び池田が『鐘の鳴る丘』の主題歌「とんがり帽子」の詞を持って依頼にくる。ついに作曲を引き受けた裕一だが、楽譜に向かうたび、戦争の記憶が蘇り苦しむ。音は「もう自分を許してあげて」と強く励ました。翌朝曲は完成。ラジオドラマ『鐘の鳴る丘』は主題歌とともに大評判となる。次に裕一は「長崎の鐘」を作曲することになり、長崎を訪ねる。原作者の永田武に面会し、助言を求める裕一に病床の永田は「どん底まで落ちろ」の答えを自分で見つけろと語る。「希望」という答えにたどりついた裕一は、永田に励まされ、帰りの汽車の中で一気に曲を書き上げた。「長崎の鐘」は大ヒットし、永田は裕一に短歌『新しき朝』を贈る。
智彦はラーメン屋を辞め、同期の紹介で貿易会社で働きはじめたが、思うところあって、戦災孤児のケンとラーメン屋の屋台に戻る。音はベルトーマスにオペラ『ラ・ボエーム』のオーディションを勧められる。裕一は、新聞記者の大倉から『全国高等学校野球選手権大会』の曲を依頼される。裕一と鉄男は闇市のバラック小屋で酒と博打に溺れる久志と再会。農地改革で生家が没落し、父親も病死した久志は歌もやめ、荒れた生活を送っていた。高校野球の歌詞は公募で「栄冠は君に輝く」に決定。裕一は甲子園を訪れ、曲をつける。久志は福島に帰り、戦争の歌を歌っていたことを悔やんでいた。裕一は池田に相談し、書き下ろした「夜更けの街」で久志を歌手にカムバックさせる。それでも生活を改めない久志に、裕一は「栄冠は君に輝く」の歌唱を頼み、甲子園に連れていく。「どん底まで落ちた僕たちにしか伝えられないものがある」と裕一に説得された久志は、マウンドで「栄冠は君に輝く」を歌う。
音はオペラ『ラ・ボエーム』のミミ役オーディションに向けて猛特訓の日々。久志は藤丸と婚約する。華は野球部の竹中渉と親しくなり、裕一はうろたえる。音は二次審査を通過し、最終審査も終了。好きなことが見つからない華にいらだちをぶつけられた音は娘と向き合い、和解する。数日後、音はミミ役に合格し、稽古が始まるが、周囲との実力差に苦悩する。審査員だった夏目千鶴子から、企画者の独断により裕一の知名度目当てで合格にされたことを聞かされた音は、歌手としての自分の力の限界を改めて認識し、ミミ役を降板する。裕一は落ち込む音を孤児院「聖マリア園」のクリスマス慈善音楽界に参加させる。音は裕一が作った「蒼き空へ」を歌い上げ、歌への自信を取り戻す。
昭和26年、19歳の華は看護学校に進学。「湯の町エレジー」などをヒットさせた鉄男は、家族の絆をテーマにした映画主題歌を依頼される。だが家族に苦い思い出を持つ鉄男は書けないと断る。鉄男は裕一と作った福島の小学校校歌のお披露目会に出席するため、福島を訪問。お披露目会のあと、床屋の三上という男が訪ねてくる。彼は鉄男の弟・典男だった。典男は一家で夜逃げしたあと、父親に虐待される兄を見かねて盛岡に家出し、床屋の夫婦に拾われて育ったという。古山家に典男一家を招き、再会の祝宴が開かれる。鉄男は映画主題歌を無事書き上げる。裕一は弟の浩二から「高原列車は行く」の作曲を頼まれ、福島に滞在。浩二は畠山リンゴ園のまき子のもとに足繁く通っていたが、まき子は東京に働きにいくことになり、浩二も見合いを勧められていた。福島に来た音に背中を押され、浩二はまき子に「東京に行くな」「俺のそばにいてほしい」と告白。浩二は畠山家の婿養子となり、まき子と結婚式を挙げる。
昭和27年、池田のラジオドラマ『君の名は』が放送開始する。裕一は音楽を担当。当初の内容は3家族の戦後を描くものだったが、主要キャストの病欠をきっかけに、真知子と春樹のすれ違いに焦点を当てると人気は急上昇。裕一がこの作品に作った曲は500曲にも及び、さらに「ひめゆりの塔」、「長崎の雨」、「イヨマンテの夜」などの歌謡界でもヒット曲を生み出した。24歳になった華は看護婦として働いていた。音は渉に振られたことが忘れられない華にお見合いを勧める。華の病院にロカビリー歌手の霧島アキラが入院してくる。華がアキラのリハビリを担当したのをきっかけに、二人は親密になる。裕一は池田のミュージカル音楽を手掛けることになり、念願のフルオーケストラの譜面を発注。アキラにプロポーズされた華は、音に報告する。だが音はアキラがロカビリー歌手であることから、裕一に伝えるのをためらう。裕一が胃潰瘍で入院し、アキラと同室になる。音と華はアキラの職業を隠し通すが、アキラは退院の日「ステージに復帰できます」と口走ってしまう。
アキラが古山家を訪ね、裕一たちに華との結婚を申し込む。裕一と音は二人の結婚を認め、聖マリア園で結婚パーティが行われる。それから5年後、裕一は政府から東京オリンピックのオープニング曲を依頼される。しかし裕一はなかなか曲を書かない。心配した華は木枯に相談。古山家に鉄男、木枯、久志たちが集まり久しぶりに飲み明かした後、裕一は人と人のつながりを曲にこめたいと音に打ち明ける。オリンピック開会式当日、会場に招かれた裕一は緊張のあまりトイレに閉じこもってしまうが、音に引きずり出され、さらに長崎出身の青年に励まされ、開会式を見る。オリンピック以降、裕一は池田とのコンビで10年にわたって舞台音楽を数多く手掛けるが、池田が急死。盟友を失った裕一は第一線から退く。
5年後、音は乳がんで長い闘病生活を送っていた。介護する裕一を広松寛治という大学生が訪ねてくる。音楽を学ぶ広松は、裕一にクラシックから流行歌に転じた理由を聞く。13年前、裕一は小山田が亡くなる3日前に書いたという手紙が届いたことを思い出す。手紙には裕一の才能に嫉妬し、クラシックから流行歌に追いやったことへの後悔と謝罪、オリンピック開会式の曲に感動したことが綴られていた。広松は、裕一にもう一度曲を書いてほしいと願うが、裕一は自分の中の曲はもう自分だけで楽しみたいと答え、音楽を次の世代に託す。病床の音は裕一に海が見たいと頼む。若い裕一と音が元気に海辺で戯れ、互いに「出会えてよかった」と語り合う場面で物語は幕を閉じる。

## 登場人物

### 主人公・ヒロイン
古山裕一（こやま ゆういち）
演 - 窪田正孝（幼少期：石田星空）
主人公。福島の老舗呉服店に長男として生まれる。少年期に音楽の才能に目覚め、担任教師の藤堂清晴の影響を受けて、独学で作曲を始める。同時に父・古山三郎から作曲家・小山田耕三の書いた「作曲入門」という本を贈られる。少年時代は吃音があり、気が弱く、喧嘩も女の子（とみ）との取っ組み合いにも負けるほど弱く、史郎たちにいじめられ、後に親友となる村野鉄男からも意気地なしと呼ばれて見下されていた。しかし優しい性格であり、いじめていた史郎たち相手でも嫌がりはしても恨むようなことはなく、それが商業学校に入ってから友達になれた理由だと史郎は語っている。後述のとみとの失恋でも、手酷い振られ方をしたにもかかわらず、とみを恨むよりも彼女が辛い境遇に陥っていたことに衝撃を受けて、ダンスホールに入り浸っていた自分を反省するきっかけとなる。跡取りとの期待を受けて商業を学び、伯父が頭取を務める銀行に勤務するものの、音楽への思いを断つことができず、「国際作曲コンクール」に「竹取物語」という曲で応募したところ見事二位入賞を果たし、一躍時の人となる。その大量のファンレターの中で、唯一自分の音楽そのものを褒めてくれた歌手を目指す関内音と文通を経て恋に落ちる。
そして、藤堂先生と職場の先輩・菊池昌子の見合いを見て、後悔したくないという思いから、その足で手紙を頼りに豊橋市の音の家に行き、彼女と初対面を果たし互いに見惚れ、結婚を決意する。
父・三郎により、家族から結婚の許可をもらったと虚偽の報告を受け、結婚式を挙げてから誘われていたイギリスへの音楽留学をするつもりであったが、三郎以外からは猛反対を受けてしまい、愛よりも夢を選んで音に別れの手紙を出す。しかし、その直後に世界恐慌の影響により留学も取り消されてしまい、1度は自暴自棄になる。
不憫に思った三郎からの手紙を読んだ音の努力のおかげで、家族に別れを告げてほぼ家出同然で上京し、コロンブスレコード専属の作曲家になり、音との結婚生活をはじめる。
しかし、彼自身は青レーベル（西洋音楽）の作曲家を目指していたにもかかわらず、コロンブスレコードでは赤レーベル（大衆音楽）の作曲家として採用される。それでもなお彼は西洋音楽への夢を捨て切れず、一般大衆の好みを無視して西洋音楽の技法にこだわった作曲ばかりを試み続ける。その結果、彼が作った曲は1年以上にもわたってことごとく不採用となり、また渾身込めて書いた「反逆の詩」も小山田に「で？」の一言で冷たくあしらわれた。同期の木枯正人に先を越され追い詰められたが、親友・佐藤久志の紹介で『早稲田大学』の応援歌の作曲を頼まれ、「紺碧の空」を作り、自信を取り戻す。
そしてもう一人の親友・村野鉄男が書いた詩から地方小唄 、「福島行進曲」でレコードデビューした。さらに、木枯の紹介で出会った作詞家・高梨一太郎と共に「船頭可愛いや」を作った。だが、どちらも全く売れず、契約打ち切りになりかけたが、音を通じて知り合った有名なオペラ歌手の双浦環が曲を聞いて気に入り、彼女の声で再レコード化したところ、大ヒットして、若手作曲家としての名声を確立した。その後長女の華を儲ける。それから四か月後に藤堂先生からの依頼で『福島吾妻尋常小学校』の校歌を作曲する。校歌お披露目会の出席のため、音や華と共に福島に帰郷し、実家に帰るが父の三郎は末期がんで死去。それをきっかけに弟の浩二と和解した。
日本が戦争状態へと突入すると、国威高揚のため公募された「露営の歌」の詞に曲をつけると採用され、これが大ヒットすると、戦時歌謡の作曲を数多く依頼されるようになった。そして音の姉、関内吟の夫の関内智彦から映画『暁に祈る』の主題歌作曲を依頼され、作詞者と歌手を裕一が指定することで引き受けた。裕一は作詞を鉄男、歌唱を久志に依頼し、苦しみながらも主題歌「暁に祈る」を完成させたことで「福島三羽ガラス」が世に広まることとなった。
その後、ラジオ局からの依頼でニュース歌謡も手掛けるなど多忙な日々を過ごす。ある日に召集令状が届くが、これまでの作曲の国への功績が評価され即日解除になる。同時に予科練を題材にした映画『決戦の大空へ』の主題歌の作曲を依頼される。自分だけ除隊された後ろめたさもあったため、予科練の見学をした上で「若鷲の歌」を作曲した。さらに実際の戦場にいる兵士たちの気持ちを知る必要があると考えるようになり、軍部からの戦地慰問の要望に応じて、ビルマ（現在のミャンマー）へ旅立つ。インパール作戦の前線で恩師の藤堂と再会を果たしたが、その翌日に敵襲を受けて藤堂は戦死。呆然自失のまま日本に帰国した。さらに終戦直後、彼が作曲した「若鷲の歌」の影響を受けて予科練に入隊した音の音楽教室の教え子の梅根弘哉が戦死したとの知らせに衝撃を受け、自分の作る曲が人々を戦争に駆り立てて多くの若い命を奪ったという自責の念に苛まれて、「音楽が憎い」と自ら作曲の筆を断ってしまう。戦後は時計いじりで分解と組み立てを繰り返して気を紛らわせていた。
昭和22年頃、戦争孤児をテーマにしたNHKのラジオドラマ『鐘の鳴る丘』の音楽担当及び主題歌「とんがり帽子」を劇作家の池田二郎（後述）から依頼されたことを機に、作曲家としての復活を果たす。また池田から「長崎の鐘」の作曲も依頼され医師・永田武と面会後に作曲した。また堕落した久志の復活させるため、池田の作詞した「夜更けの街」を久志に作曲し、さらには『全国高等学校野球選手権大会』大会歌「栄冠は君に輝く」を作曲した上に久志を粘り強く説得し復活させた。
後に音がオペラの舞台を降板し、落ち込んだ際に、以前に吟、華、吟の同居人ケンと立ち寄った孤児院『聖マリア園』でのクリスマス慈善音楽会での歌唱を音に持ち掛け、鉄男作詞の「蒼き空へ」を作曲し音に贈った。
母校の小学校『福島信夫小学校』の校長から校歌の作曲を依頼され、家族をテーマにした曲の作詞に悩む鉄男に作詞を依頼し制作した。すぐ後には弟の浩二から福島のリンゴ産業に関する曲の制作を依頼され「高原列車は行く」を作曲した。
池田と組んだ『鐘の鳴る丘』は好評を得て長期間の放送となり、終了後も『さくらんぼ大将』『君の名は』と引き続き音楽を担当した。『鐘の鳴る丘』の中で仙人（そまびと）が歌いながら少年院にやってくる曲の歌唱を久志に依頼した。その曲は後に池田の作詞が付き「イヨマンテの夜」となり、久志の代表曲にもなるが、当時の『のど自慢』では参加者の殆どが「イヨマンテの夜」を歌うほどのヒットになった。また「イヨマンテの夜」だけでなく「君の名は」「ひめゆりの塔」「長崎の雨」と立て続けにヒット曲を生み出した。
社会化現象まで引き起こした『君の名は』の終了後は、池田の依頼でミュージカル『恋すれど恋すれど物語』の音楽を担当し、ステージでは指揮も担当する。
しかし多忙を極めた裕一は倒れてしまい、長女の華が看護婦として勤めている病院に入院する。隣のベッドには霧島アキラという青年が入院していた。
アキラが華と結婚を前提とした交際の挨拶に来たときに、最初はアキラの収入に不安を感じ反対したが、アキラの自作の曲を聞き、音との当時を思い出し結婚を許した。
華の結婚から5年後、裕太という孫も出来ていた。そして『東京オリンピック』のオープニング曲を依頼されるも「巨人軍の歌（闘魂こめて）」など他曲を制作し音をハラハラさせるが、鉄男、木枯らと飲んだあとに「オリンピック・マーチ」を作曲した。そして音と開会式に向かう。
その後も池田と組んで作曲活動をしていて、裕太に続き杏という孫も得る。しかし池田の急死をきっかけに第一線から退いていった。音が乳ガンを患うと別荘で看病するようになる。
ある日、作曲家志望の広松寛治が訪れ、作曲活動の復帰を哀願されたが、自分のために作曲したいことと広松らの世代でこれからの音楽を作ってほしいと断った。その時に亡き小山田からの手紙のことを思い出していた。小山田からは謝罪と音楽での貢献への感謝が書かれていた。
そして、音から海に連れて行ってほしいと言われ、海に行き、音に感謝の言葉を述べた。
第120回のエールコンサート（以下、エールコンサート）では司会進行を務めた（「長崎の鐘」では指揮者を担当）。
納豆が大好物だが、愛知県で育った音は反対に納豆を嫌っているため、結婚直後は互いの食文化の違いから夫婦喧嘩が起きることがあった。また、ラーメンには海苔を入れて食べるのが好きらしい。
作曲家の古関裕而がモデル。
関内音（せきうち おと） → 古山音（こやま おと）
演 - 二階堂ふみ（幼少期：清水香帆）
裕一の妻でヒロイン。裕一と反対に勝気な性格で、自分の思ったことは何でもはっきりと言わなければ気が済まず、男性を相手に一歩も引かず堂々と渡り合う交渉力で裕一の危機を何度も救い、裕一の人生において欠くことのできない伴侶となっている。
愛知県の豊橋で馬具製造販売を営む一家で、三姉妹の次女として生まれ、世界的なオペラ歌手・双浦環（後述）との出会いをきっかけにプロの歌手を夢見ながら育ち、音楽教師の御手洗清太郎（後述）の指導の下で実力を付ける。新聞で裕一のイギリスの作曲コンクール入賞を知って文通を始め、裕一の家族・親族の反対を押し切って彼と共に上京し、結婚して古山姓になる（正式な結婚式は挙げていない）。結婚後は東京帝国音楽学校に通いながら夢を追いかけ、夫である裕一の才能を信じて叱咤激励を続ける。しかし、彼女自身は舞台の本番を目前にすると途端に緊張して実力を出せなくなり、普段とは反対に裕一から励まされる始末。
音楽学校のオーディションでは、様々な苦労の末に舞台劇『椿姫』の主演を勝ち取ったが、裕一の「船頭可愛いや」が大ヒットして間もなく妊娠が判明する。その結果、つわりによる疲れがたまり、お腹から大きな声を出すこともできず、さらには「子供が死にそうになっても舞台に立つのがプロ」という環の厳しい言葉に衝撃を受けて、自分には無理だと悟り、舞台を降板、学校も中退して長女・華を出産した。
裕一が作曲した「露営の歌」が大ヒットした後、経済的に余裕ができたことから、当時の日本ではまだ珍しかった電話機を自宅に設置すると同時に、裕一にリードオルガンを贈られ、近所の子供達を集めて音楽教室を開いた。しかし、戦争が本格化し梅根弘哉以外は全員辞めたことと、彼の熱心さに申し訳なさを感じて閉鎖した。直後に姉の吟に連れられ大日本帝国婦人会の会合に顔を出す。
その後、妹・梅の後押しもあって音楽挺身隊に参加、軍需工場慰問に務めるものの音楽を軍需品と考える顧問の神林康子と合わなかった。
裕一のビルマ慰問出発後に義母・まさの体調悪化を案じ華と福島に疎開し、終戦後に東京に戻ってきた。
帰京後は作曲が出来なくなった裕一に音楽に触れてもらうためにバンブーの保、恵夫妻紹介のベルトーマス羽生の師事で歌のレッスンを再開する。レッスン初日には彼女の友人である御手洗と再会した。ベルトーマスとのレッスンが進むにつれオペラ『ラ・ボエーム』のミミ役のオーディションを受けることを勧められる。オーディションは一次審査を通過し、かつて『椿姫』の主演を争った夏目千鶴子が審査員を務めている二次審査も通過した。最終審査を受けるにあたり家事も全て抱え込もうとするが、そのことで母を支えたい華に反発されるものの最終審査も無事通過しミミ役を勝ち取る。しかし稽古が始まると、他の出演者との実力差に心をすり減らし、自分の実力に限界を感じた。千鶴子から裕一の妻であることの話題と宣伝のための抜擢と聞き、後に舞台を降板した。
疲れ果ててベルトーマスのレッスンを休む音だったが、裕一が以前吟、華、ケンと訪れた聖マリア園のクリスマス慈善音楽会での歌唱を裕一に頼まれた。音楽会への準備で音楽の楽しさを取り戻し、本番では鉄男作詞、裕一作曲の「蒼き空へ」を歌い上げた。
その後は聖歌隊に参加しているが、暇を持て余す時間も増えた。裕一が母校の校歌お披露目会出席と浩二のリンゴ園関連での作曲の件で福島滞在が長引いた際には裕一の誘いを口実に、自発的に福島に駆けつける。そこでリンゴ園の一人娘のまき子との恋愛に悩む義弟・浩二に気付き、昔、父・安隆にかけられた「やらずに後悔するよりやって後悔した方がいい」の言葉で背中を押した。
裕一が舞台やミュージカルの作曲を手掛けるようになった頃に、作曲した曲を試しに歌うことも頼まれるようになる一方、娘の華が24歳でまだ独身なのが気になり、お見合いを勧めるも断られていたところ、「運命の人が現れた」と告げられる。相手のアキラがロカビリー歌手であったので裕一にロカビリーの曲を聞かせ様子見する。裕一が胃潰瘍で緊急入院した際、アキラの隣のベッドだったので、もうすぐ退院するアキラがロカビリー歌手であることを必死になって隠そうとしたが頓挫してしまう。
アキラが華との交際の許してもらうために古山家に訪れた時は、アキラの交際人数の多さにあきれるもののアキラの歌を聞き、結婚を許す。その際にかつて母の光子から突きつけられたロザリオ（十字架）を華とアキラに突きつけ二人にお互いの幸せを誓わせた。そしてロザリオを手に華の幸せを亡き母につぶやいた。
裕一が「オリンピック・マーチ」の作曲に取り掛からないことに焦りを感じ、木枯に相談し、家に連れてきた。オリンピック開会式には震える裕一を強く励ました。
それから数年後に、乳ガンを患い別荘で療養するようになった。そして、裕一に頼んで海に連れて行ってもらい、裕一からの感謝の言葉に応えていた。
エールコンサートでは最後に登場し「長崎の鐘」を歌った（途中から裕一と子役以外が合唱）。
結婚直後は、食事を作る時には愛知県特産の八丁味噌を使わなければ気が済まなかったが、福島育ちの裕一の口には合わないため、夫婦喧嘩の元になることがあった。
歌手で古関裕而の妻・古関金子がモデル。

### 福島の人々

#### 古山家（福島の人々）
古山三郎（こやま さぶろう）
演 - 唐沢寿明
裕一の父。福島の老舗呉服屋「喜多一」4代目店主。
幼少期の裕一を気にかけ夢中になれるものを探すことを提案した。それが次男の浩二が生まれた時に購入した蓄音器に裕一が強い興味を示し、結果として裕一が音楽の道へ進む最初のきっかけを与えた。
長兄と次兄が相次いで亡くなったため、三男でありながら店を継ぐこととなった過去を持つ。そのため息子たちには自分の信じた道を歩んでほしいと願っており、内気で何の取り柄もないと思われていた裕一に音楽の才能があると知った時には大喜びしていた。後に裕一がプロの作曲家を目指して上京する時には、家族・親戚一同は最後の最後まで猛反対したが、裕一の良き理解者であった彼だけは裕一の味方につき駅まで見送った。その際、裕一に「何をやってもダメな俺だが、お前（おめぇ）だけは自慢だ」、「お前が福島を捨てても、俺はお前を捨てねぇ」と告げる。
もともと度が過ぎるほどのお人好しな性格が災いして、他人からもだまされやすく、先代の店主と違って商売の才能は全くないと周囲からは酷評されていた。そのため、裕一が子供の頃から「喜多一」の経営は危機に瀕しており、裕一が帰省する半年前に「喜多一」は廃業となった。劇中では「俺に任せとけ」が口癖であったが、その口約束が守られたことはなく、その件については上京する裕一にも謝罪していた。
裕一が帰省した時には胃ガンを患っていて、既に手の施しようがなく、立って歩けるのが不思議なくらいだと医者から言われるほどだった。そのため、妻のまさと次男の浩二は「胃潰瘍」と偽って明るく振る舞っていたが、本人は自分が助からないことを悟っていた。
そして、古山家の家・土地を浩二に譲る承諾を裕一から得た後、危篤に陥るが3日後に目を覚まして彼を喪主と家長に任命し、その夜に死去した。
ノベライズでは、「喜多一」が潰れた後、市役所に赴いて浩二のことを頼んでおり、その際に「あいつの言うことを聞いていれば店を潰さずに済んだ」と後悔の念を口にして、浩二は必ず役に立つからと推薦していたことが語られている。
古山まさ（こやま まさ）
演 - 菊池桃子
裕一の母。
織物業が盛んな川俣町で生まれる。実兄・権藤茂兵衛からの養子要請と、裕一の音楽の才能を応援したい気持ちとの間で板挟みに遭ってしまう。
裕一の音楽の才能を認めつつも、その才能が世間で通用するとは思えず、裕一の上京には反対し、裕一と音の結婚にも強く反対した（このことについては裕一夫妻が帰省した時に音に「あなたが正しかった。裕一を信じてくれてありがとう。」と礼を述べている）。
しかし、裕一が作曲家として大成し、福島の小学校が新しい校歌の作曲を依頼し採用されたことを藤堂先生から聞き、裕一が上京してから初めての手紙を書き、福島への帰省を誘う。
三郎の病気については、胃潰瘍と偽って明るく振る舞って隠していたが、本人には気付かれていた。苦労をかけたことと、早く気付いてあげたかったと、音の前で初めて弱さを見せて泣き崩れた。
昭和10年代後半は体調を崩していて、一時は裕一がビルマ慰問を躊躇う程に悪化したものの終戦を乗り越え、ラジオドラマ『鐘の鳴る丘』を次男・浩二と共に病床で聞いている。
昭和26年には体調も回復し、鉄男と典男の兄弟に「親は子供が生きていることが1番うれしい」と話し、浩二が結婚し畠山家に婿養子として入ることにも快諾した。
第118回では三郎の横に遺影が飾られていることで亡くなっていることことが窺える。
古山浩二（こやま こうじ） → 畠山浩二（はたけやま こうじ）
演 - 佐久本宝（幼少期：潤浩）
裕一の2歳下の弟。
長男でありながら家業を継がず音楽の道へ進んだ兄の裕一に反発しながらも、「喜多一」を立て直すために奮闘し、三郎にも様々な提案をするが悉く撥ね付けられる。
「喜多一」閉店後は、福島市役所の農業推進係に勤め、毎日忙しく働いている。
桑畑を果樹園に変えていくため農家へ説得がなかなかうまくいかない自分とは対照的に東京で作曲家として成功し、父の状況を何も知らない兄につらく当たるが、既に営業していない「喜多一」店内で一人、裕一の「船頭可愛いや」のレコードを大事に持って見つめるシーンがある。それでも裕一に対する苛立ちは変わらず、一時は「兄さんは、もうとっくに家族じゃない！」とまで罵るが、危篤から目を覚ました三郎と会話し、店を継いでくれたことへの感謝と迷惑ばかりかけたことへの謝罪を受け、「音楽しか能がない」裕一とはあくまで、音楽があったから話が出来たのであり、彼とは何もなくても言いたいことを言い合えたことを吐露され、更に三郎の告別式の喪主及び古山家の家長への指名と、土地・財産を全て自分に譲ること、それを裕一が、当然だと二つ返事で承諾したことを告げられ、三郎の死後は裕一とも和解した。音・華と共に東京へ戻る裕一に、福島でリンゴの栽培を計画していることを語り、うまいリンゴが出来たら送ると告げて送り出した。戦時中は、男が兵隊に取られたため地域の子供達に手伝ってもらい、その指導係をしていたとのこと。
裕一と違って結婚相手が見つからず独身のままであり、義姉の音と姪の華がまさの看病を兼ねて福島に疎開に来た時には快く受け入れた。これをきっかけに、より結婚というものに憧れを抱き、あの世にいる三郎からは「お前は固えとこがあっから女にモテねえんだ」と心配されつつ、家を守ることも兼ねて結婚することに意気込んだ。
戦後の昭和26年、自身が訪問している畠山リンゴ園の一人娘の畠山まき子に密かな思いを抱いていたが、父の親戚の会社を手伝いに上京することを聞かされ、また、何気なく「応援する」と言ったその一言がまき子の機嫌を損ねたと落ち込んでいた。母・まさから今まで断り続けたお見合いの勧めにも応じ出席もした。しかし音に強く励まされまき子に告白して結婚までこぎつけた。
まき子と結婚後は畠山家の婿養子となり、リンゴ園をまき子とともに営んでいる。それと前後してリンゴ産業の関連で兄、裕一に「高原列車は行く」の作曲を依頼した。
東京オリンピックの頃には双子の女の子の父親になっていて、まき子と家族四人で開会式をテレビで見ていた。
エールコンサートでは、関内吟（後述）と共に、途中から司会進行に入った。

#### 裕一の恩師・幼なじみ
藤堂清晴（とうどう きよはる）
演 - 森山直太朗
裕一の小学校時代の担任の先生。
裕一の音楽の才能をいち早く見抜き、いじめられっ子だった彼の人生に希望の光を与えた優秀な教師で、裕一が成人してからもことあるごとに相談に乗っており、彼からは生涯の恩師として慕われている。
この他、小学校時代の鉄男の一家が貧困のため夜逃げする直前、鉄男の作詞の才能が潰えてしまうことを憂い、彼に新聞社の働き口を紹介し、そこで働く知人の名刺を渡した。また、久志とは裕一達と同じクラスになる前からの担任で、彼の歌の才能をいち早く見出したり、離婚して家を出て行った実母の現在を目の当たりにしてショックを受けた時は励まして立ち直らせた過去があり、『福島三羽ガラス』は3人とも藤堂に恩がある。彼らの小学生時代にはハーモニカ倶楽部の顧問をしており、裕一も部員の一人であった。
「船頭可愛いや」の大ヒットをきっかけに、東京で活躍する裕一に『福島吾妻尋常小学校』の校歌を作曲してもらいたいと頼み、裕一が数年ぶりに帰郷するきっかけを与えた。
陸軍将校（すでに退役）の息子だが、彼自身も父親の反対を押し切って教師の道に進んだことを裕一に告白している。
3回の離婚歴がある菊池昌子の求愛を受け入れて結婚し、息子の憲太が生まれた5年後、予備役将校として召集され、戦地へ出征する。
出征の前、自分のことを思って詞を作ってほしいと鉄男に頼み、それに応えて鉄男が作詞した「暁に祈る」が国民的人気を博すると共に、作詞家としての鉄男の名声も上昇した。
出征時の階級章は「少尉」であったが、ビルマの戦場では「藤堂大尉」と呼ばれていたことから、最終的には「大尉」まで昇進した。
インパール作戦の最中、慰問のためビルマに来た裕一と再会するが、裕一の指揮による慰問会が行われる予定だった当日の朝に敵襲を受け、激しい銃撃戦の末に部隊は壊滅、彼自身も腹部に致命傷を負い、裕一の腕の中で息を引き取った。敵襲の直前、妻の昌子に宛てて書いた遺書を裕一に預けており、その遺書は裕一の手で昌子に届けられた。
第1回の1964年の東京五輪開会式直前のシーンでは、鉄男が藤堂の墓参りをしている。またそのシーンは第118回でも再度挿入されていた。
エールコンサートでは、久志と「栄冠は君に輝く」をデュエットした。
佐藤久志（さとう ひさし）
演 - 山崎育三郎（幼少期：山口太幹）
県議会議員の息子で裕一の小学校時代の同級生。
少年時代は大人びた言葉遣いで、裕一の側に突然現れては助言を送り、次の瞬間には消えているという神出鬼没な存在であった。
裕福な家庭の息子であるが、貧しい友達への思いやりもあり、後述の鉄男の家庭の事情も藤堂に伝え、裕一の言葉と共に鉄男に希望を与えることになった。
東京帝国音楽学校声楽科を首席で卒業。音の2年先輩。ハンサムなため、彼の言動に女子生徒達は悲鳴をあげ「プリンス」と呼ばれていた。『椿姫』の恋人役に選ばれている。
福島に引っ越す前に梶取保（後述）と出会っており、勘違いだったが恵は近いうちに結婚するかもしれないから、当たって砕けろでプロポーズをしろと背中を押した。
8歳の時に両親が離婚し、実母の麻友のことが忘れられず継母の玲子に馴染めずにいた。その寂しさから、女中の幸代から麻友が住んでる場所を聞き出し見付けたため、声を掛けようとするが、麻友がすでに再婚して子供も生まれている現実を目の当たりにし、自分は実母に捨てられたものと絶望する。
しかし、担任教師となった藤堂の励ましと、帰宅時に玲子が優しく抱きしめてくれた暖かさから、彼女を「お母さん」と呼べるようになった。
前述の通り東京帝国音楽学校を首席で卒業したが、プライドの高さが災いして、卒業から4年経ってもプロのスカウトがなく困っていたところを、コロンブスレコードの専属歌手オーディションの応募を裕一から勧められ、音楽教師の御手洗清太郎（後述）と互いに強烈なライバル意識を燃やしつつ最終オーディションまで勝ち残り、そこで「丘を越えて」を歌った。しかし、ディレクターの廿日市誉からは才能を認められるも、コロンブスレコードの経営陣が帝都ラジオ会長の息子寅田熊次郎（後述）をコネで合格させたため不当にも落選させられてしまい、最終的には廿日市の尽力で「研究生」という形で入社することになった。
上京して来た裕一の義妹の関内梅に一目惚れし、得意のウインクで落とそうとするが、文学一筋の彼女には全く効かなかった。その後、田ノ上五郎（後述）と三角関係になるが梅は五郎を選んだ時は潔く身を引き、「梅さんを幸せにしろよ」と背中を押した。
後に日本が戦争状態へと突入した時期に、裕一が作曲した「露営の歌」「暁に祈る」の歌唱を担当し、大ヒットを収める。
その後、藤堂に続いて召集令状が届いてしまうが、痔であることを理由に兵役を免除されて帰って来た。
そしてこれを機に、高齢により体にガタがきていた父・弥一のため、裕一達に『福島三羽ガラス』復活を誓って、福島へ帰っていった。
しかし、終戦後は農地改革によって土地家屋財産を奪われた上、弥一も亡くなったことに加え、彼自身は気付いていなかったが戦時中に「露営の歌」などの戦時歌謡を歌っていたことで「戦犯」呼ばわりされており、そのことで弥一も地域住民から痛烈に非難されて心労を抱えていた（それが原因で弥一は病気が悪化して亡くなった）ことを、弥一の葬儀に集まっていた参列者たちの会話から偶然に知ってしまった。これらの出来事がきっかけで、東京で酒と博打に溺れる自堕落な日々を送っていたが、鉄男と池田からの叱咤激励、そして彼に一途な思いを寄せる藤丸（後述）と裕一の献身的な支えと信じる続ける優しさから「夜更けの街」「栄冠は君に輝く」を歌い、歌手として再出発した。そして藤丸と婚約し後に結婚した。第105回でのクリスマス慈善音楽会で藤丸とサンタクロースの衣装を身に着け「リンゴの唄」をデュエットした。また開演前には、ライバルの御手洗と再会した。
裕一と池田の制作する『鐘の鳴る丘』の、登場人物、仙人（そまびと）の歌声を裕一の依頼で務めた。それをもとに作曲された「イヨマンテの夜」を「売れない」と言われながらもステージやラジオで歌い続け大ヒットをものにした。またその曲は久志の代表曲となった。
東京オリンピックの前に裕一、音、鉄男、木枯、そして藤丸と裕一の家で飲んで「高原列車は行く」を歌っていた。
エールコンサートでは「船頭可愛いや」と「栄冠は君に輝く」を歌った。
古関裕而の親友で歌手の伊藤久男がモデル。
村野鉄男（むらの てつお）
演 - 中村蒼（幼少期：込江大牙）
魚屋「魚治（うおはる）」の長男。
「乃木大将」と呼ばれるガキ大将（単なる喧嘩っ早い性格ではなくて貫禄もあり、それは自分より大柄な太郎がいうことを聞くほど）で、当初はいじめられっ子の裕一を「づぐだれ（意気地なし）」と呼んで見下していたが、いじめっ子に敵わぬながらも本気で立ち向かった裕一を認めて助けに入る。また、裕一相手でも自分の非は素直に認めて謝罪する。子供の時から詩を書くことが好きだったが、家が非常に貧しく、父・善治の借金から一家で夜逃げして福島を去った後、福島日民新聞社の記者となって、裕一と川俣で再会する。
裕一の上京後、希穂子と出会い交際するが、自分の縁談話を聞かれてしまい、姿を消したため有給休暇を使い度々上京しながら探していた。
「パピヨン」で再会後、告白するが「自分も縁談を受けた」といわれ失恋する。
その後は吹っ切れたようで新聞社も退職して上京し、たまたま出会った老人・山根のおでん屋の屋台を継ぎ、裕一達の行き付けの店になった。
裕一が作曲した「福島行進曲」の作詞を担当して作詞家デビューするも失敗に終わるが、後年、日本が戦争状態に突入した時期に、裕一が作曲した「暁に祈る」の作詞を6回の書き直しを経た上で手掛け、久志が歌唱を担当し、これによって『福島三羽ガラス』の存在が世間に認められるようになった。同時におでん屋は店じまいした。
その後、福島時代の上司が東京で働いており、人手が少ないからと誘われ新聞記者に戻ったが、本当の理由は人々を戦争に駆り立てる詩を書きたくないからであった。
戦中に藤堂の死や戦況について嘘ばかり書かされたことにショックを受けていたが、元々の性格と悲痛な少年時代を送ったことから『福島三羽ガラス』の中では最も立ち直りが早く、終戦後は作詞家に復帰し「湯の町エレジー」の作詞を手掛ける。その曲は木枯正人が作曲し大ヒットし、鉄男の代表作となった。その後も作曲・木枯、作詞・鉄男（村野）の曲がヒット作を連発させたことから『木枯・村野コンビ』と呼ばれるようになった。裕一と仕事を共に行うようになった池田二郎とも裕一の義兄・関内智彦のラーメン屋の常連客になる。そして聖マリア園でのクリスマス慈善音楽会で音が歌った曲「蒼き空へ」の作詞を行った。
昭和26年、コロンブスレコードの杉山あかねから、家族を題材にした映画の主題歌の作詞を依頼されるが、家族との複雑な心情もあって一度は断った。それを聞いた裕一から、母校の『福島信夫小学校』の校歌の作詞を依頼され完成させて、校歌お披露目会に裕一と出席し、生徒たちに講演を行った。講演では「たとえ今辛くても未来は変えられる」と話した。なお、発表された校歌は第1回で紹介されている。
お披露目会前夜に裕一に夜逃げ後のことを初めて語った。山奥で暮らしていたが父からの暴力は相変わらずで、弟の典男が家を出たあと、母・富紀子から口減らしと言われながらも「自分の道を歩いて行け」と言われ鉄男も家を出て、夜逃げ前に藤堂から渡された名刺を頼りに歩いていった。追い出された形になったとは言え、母を捨てたことが鉄男には大きな重荷となっていた。
お披露目会に出席した長男の話を聞いた弟の三上典男が宿泊している裕一の実家を訪ね、鉄男と再会し、その後に典男の家族を招き裕一、まさを交え食事会を楽しんだ。
そして帰京後に1度は断った映画の主題歌の作詞を完成させた。その後も「東京だョおっ母さん」の作詞などで活躍する。
東京オリンピックの開会式には藤堂の墓の前でラジオをつけて、裕一作曲の「オリンピック・マーチ」を聞かせていた。
エールコンサートでは「船頭可愛いや」のギターを担当した。
「福島民友新聞」は、古関裕而の親友で作詞家の野村俊夫がモデルと報じている。
楠田史郎（くすだ しろう）
演 - 大津尋葵（幼少期：細井鼓太）
裕一の同級生。小学校時代は太郎と一緒に裕一をいじめる。福島商業学校の頃には友達となっており（友達になった理由は裕一の項を参照）、裕一とともにハーモニカ倶楽部に所属する。
裕一が帰省した時にはハーモニカ倶楽部はすでに辞め、家業を継いだとのこと。

#### 呉服屋「喜多一」
裕一が帰省する半年前に閉店したが、及川以外の元従業員と三郎達との関係はその後も良好のようである。
大河原隆彦（おおがわら たかひこ）
演 - 菅原大吉
呉服屋「喜多一」の番頭。
現主人である三郎が店を継ぐ前から働いている。三郎の良き相談相手でもある。
桑田博人（くわた ひろと）
演 - 清水伸
呉服屋「喜多一」の店員。
店の品物の品質管理を任されているが、三郎のやり方に不安を抱いている。
及川志津雄（おいかわ しづお）
演 - 田中偉登
呉服屋「喜多一」の店員。
現主人である三郎の後継者について興味を持つ。裕一については嫉みもあってか苦々しく思っており、本人のいないところでは冷ややかな評価をしていた。

#### 藤堂家
藤堂清晴（とうどう きよはる）
前述「裕一の恩師・幼なじみ」を参照。
藤堂昌子（とうどう しょうこ）
後述「川俣銀行」を参照。
藤堂晴吉（とうどう はるきち）
演 - 遠藤たつお
清晴の父親で元軍人。陸軍からの要請で、満州の視察に相談役として出征した。
息子には、自分と同じ軍人になってもらいたかったという思いが強く、教師になったことを未だに納得しておらず、清晴が久々に実家に帰った時は互いにぎこちない態度だったが、嫁の昌子がお腹の中の赤ん坊が動いたことを話題に出した時は、どこにでもいる「初孫を楽しみにしている初老の男性」であり、完全に冷酷な人物ではないようである。
その後の詳細は不明だが、彼が元・陸軍将校でなければ召集令状が来る当時の上限年齢をすでに越えていた清晴が予備役将校として出征することはなく、『福島三羽ガラス』が恩師と惜別する遠因を作ってしまっている。
藤堂憲太（とうどう けんた）
演 - 宇佐美謙仁
清晴と昌子の一人息子で晴吉の初孫。初登場時、5歳。
裕一達の帰郷で、裕一の実家の庭で彼と遊んでいた時にト音記号を木の枝で描き、褒められた。
戦後、父のように眼鏡が似合う少年になっており、ラジオドラマ『鐘の鳴る丘』を母と共に聴いている。

#### 畠山養蚕場 → 畠山リンゴ園
畠山浩二（はたけやま こうじ）
前述「古山家（福島の人々）」を参照。
畠山（はたけやま）
演 - マキタスポーツ
元・養蚕農家で、現在はリンゴ園を経営している。まき子を一人娘に持つ。
かつては30年以上にわたって養蚕を営んでいたが、浩二が提示するりんご農家の計画を、将来の保証がないとして疎んじていた。しかし、浩二から渡された計画資料を読んでその内容を高く評価し、市からの補助金を条件に承諾しリンゴ農家に転身した。本人は虫嫌いでありながら親の代からの養蚕を不本意に続けていた。
東京の親戚が経営している会社で経理担当が不足していたため、まき子を上京させて手伝ってもらうことを考えていた。しかしまき子と浩二が思い合っていることを知り、二人の結婚を認めた。
畠山まき子（はたけやま まきこ）
演 - 志田未来
畠山家の一人娘。
父のリンゴ園を手伝っている。恋人が戦死したことを引きずっていて、それを不憫に思う父の勧めで上京して親戚の会社に行くことになっていた。
戦死した恋人を引きずる中、浩二への思いが芽生えていた。そして、音に背中を押された浩二の告白により二人は結ばれ、浩二と共にリンゴ園を経営することになる。
東京オリンピックの頃には双子の女の子の母親になっていて浩二や娘たちと共に開会式をテレビで見ていた。
畠山の妻
演 - 柿丸美智恵
夫と共に養蚕業を営んできたが、夫がりんご農家を始めると浩二に言った時は驚いたが、夫と共にリンゴ栽培を始める。
まき子と浩二の結婚式に出席していた。

#### 理容室・三上
村野典男（むらの のりお）→ 三上典男（みかみ のりお）
演 - 泉澤祐希（幼少期：三浦透馬）
福島で「理容所・三上（実際の映像）」を営んでいる。開業して10年になる。浩二はそこを行きつけにしている。
実は鉄男の弟。校歌お披露目会に出席した長男・明男の話や校歌の歌詞を見て作詞者が自分の兄の鉄男であることを知り、裕一の実家に向かい、兄・鉄男と再会した。
幼少時に家族で夜逃げしたあと山奥に暮らしていたが、父の母、兄への暴力が止まず、自分のせいで鉄男が殴られてると思い、家を出た。
盛岡まで汽車で行ったものの無賃乗車で捕まったが、偶然通りかかった床屋の夫婦に引き取られ床屋の手伝いをし、技術を習得して福島まで戻り理容室を開業した。ただ、自分が床屋夫婦に良くしてもらっていたことが残された鉄男や両親に対し後ろめたい気持ちもあった。
盛岡に暮らしていた時に三上姓に変えたものと推測される。
三上多美子（みかみ たみこ）
演 - 関めぐみ
典男の妻で、鉄男の義妹。夫の理容室のお手伝いをしている。
典男に連れられて家族で裕一の実家で夕食を裕一、鉄男らと共にしていた。
三上明男（みかみ あきお）
演 - 竹内一加
典男と多美子の長男。
裕一の卒業した信夫小学校に通っていて、校歌お披露目会に出席し、校歌を合唱して、鉄男の講演を聞いていた。
帰宅後にその件を典男に語って、歌詞を見せた。その後典男に連れられ裕一の実家に行った。
三上武男（みかみ たけお）
演 - 鳥越壮真
典男と多美子の次男。
典男に連れられ裕一の実家に行った。
伯父の鉄男に、彼の似顔絵を贈った。

### 川俣の人々

#### 権藤家
権藤茂兵衛（ごんどう もへえ）
演 - 風間杜夫
裕一と浩ニの伯父で、まさの兄。川俣町にある銀行を運営している実業家。
非常に厳格な人物で、子供に恵まれず、裕一か浩二のどちらかを養子に迎えたいと熱望しており、裕一が音楽の道を進むことには猛反対していた。
その一方では、病弱で子供に恵まれない妻を決して見捨てず最期まで庇い続け、川俣銀行が人手に渡った時には全行員の再就職先を世話するなど、人情家の一面もある。
裕一が家族・親戚一同の猛反対を押し切って上京し、数年ぶりに帰省した時には、川俣銀行はすでに人手に渡っており、彼自身は自由の身になって陶芸を趣味にしている。実は彼自身も両親の命令で否応なく家業を継いだ身であり、裕一が帰省した時には本当は陶芸家になりたかったと告白し、裕一と妻の音を応援する意味を込めて、見た目の区別がつかない手作りの夫婦（めおと）茶碗を送った。
福島民友は、川俣銀行の頭取を務めた七代目武藤茂平（1872年 - 1949年）がモデルと報じている。
権藤源蔵（ごんどう げんぞう）
演 - 森山周一郎
まさ、茂兵衛の父で、裕一と浩ニの祖父。川俣銀行の創立者であり、一代にして福島有数の資産家になった実業家で、茂兵衛も彼には頭が上がらない。
子供の頃の裕一は彼を大好きだったが、彼の方は裕一を権藤家の跡継ぎとして可愛がっていただけで、事業のためには家族を犠牲にすることも厭わない冷酷な一面を持つ。
病弱で子供に恵まれない茂兵衛の妻を快く思わず、早く妻との縁を切って別の女性と再婚するよう茂兵衛に迫っていたが、それだけは茂兵衛も最後まで同意しなかった。
裕一が川俣銀行に就職し、権藤家の跡継ぎとして修行中の矢先に、病気で他界した。
なお、演じた森山周一郎は放送翌年の2021年2月8日に他界（86歳没）、本作が生涯最後の仕事となった。
権藤八重（ごんどう やえ）
演 - 三田和代
まさ、茂兵衛の母で、裕一と浩ニの祖母。裕一が子供の頃には源蔵と共に裕一を可愛がっていたが、それはあくまでも権藤家の跡継ぎとしてに過ぎなかった。
源蔵の死後、裕一が作曲コンクールに入賞してイギリス留学の権利を獲得したことを知った時には、茂兵衛と共に苦々しく思っていたが、留学しても裕一は必ず挫折して帰ってくるものと予想し、裕一に音楽を諦めさせる目的で、あえて裕一の留学を認めた。
その後、世界恐慌の影響で裕一の留学が取り消された時には、茂兵衛と共に喜んでいたが、それと同時に裕一を将来の跡継ぎを作るための中継ぎにしか見ていないことを偶然にも裕一に聞かれてしまう。その後の消息は語られていない。
権藤絹子（ごんどう きぬこ）
演 - 村上里美
茂兵衛の妻で、裕一と浩ニの伯母。10年間寝たきりで、裕一を養子に迎える原因になった。
ノベライズでは裕一の上京後に亡くなったが、夫・茂兵衛には最期まで愛された。
女中
演 - 玉りんど
権藤家の女中。

#### 川俣銀行
実在した銀行で、現在は東邦銀行の川俣支店となっている（合併先の郡山商業銀行が更に白河瀬谷及び会津の2行と合同して東邦となった）。後年、銀行は人手に渡ったが、頭取・茂兵衛の尽力でほとんどの行員は藤堂と結婚した昌子以外、信用組合で働いている。
落合吾郎（おちあい ごろう）
演 - 相島一之
支店長。行員たちをまとめるリーダー的存在。
現在は部長。
鈴木廉平（すずき れんぺい）
演 - 松尾諭
行員。行員歴15年。女好きで、裕一をダンスホールに誘う。
裕一の退職前にダンスホールの踊り子と結婚したが、後に逃げられたらしい。
菊池昌子（きくち しょうこ） → 藤堂昌子（とうどう しょうこ）
演 - 堀内敬子
事務員。川俣銀行の紅一点で、裕一に女心を教える。三度結婚し、離婚している。
清晴に一目惚れし見合いをして成就し結婚。後に長男の憲太を出産した。しかし夫とは戦死により死別してしまう。
シングルマザーとして憲太を育て、ラジオで裕一が音楽担当を手掛ける『鐘の鳴る丘』を憲太と共に聴いている。
劇中で歌唱シーンはなかったが、エールコンサートでは「フランチェスカの鐘」を歌った。
松坂寛太（まつざか かんた）
演 - 望月歩
行員。行員歴2年。頭取だった茂兵衛や、将来の頭取と言われていた裕一にこびを売ったりする。

#### 川俣のその他の人々
とみ → 志津（しづ）
演 - 堀田真由（幼少期：白鳥玉季）
裕一の小学校の同級生。裕福な家の裕一を疎む性悪女。裕一に、どっちの家が裕福かでケンカを売り、ガキ大将の鉄男の提案で裕一と取っ組み合いを行い、彼を地面に叩き付ける。その後家業は潰れ、川俣のダンスホールの踊り子となって裕一と再会し、かつてのとみとは知らぬまま裕一の初恋相手となる。子供時代から裕一が自分たちを見下していると勝手に逆恨みし、さらにダンスホールに連れられてきた裕一が自分に気付かなかったことに腹を立て、思わせぶりな態度を取って裕一の気を引き、その気になったところで真実を暴露して手酷く振った。
司祭
演 - 有福正志
裕一と音が初めて出会った川俣の教会の司祭。
鈴木の妻
演 - 椎名琴音
元は川俣のダンスホールの踊り子。鈴木に声をかけられたのがきっかけで鈴木と結婚したものの後に逃げ出した。
川俣の町人
演 - 相樂孝仁、三溝浩二 、吉岡あきこ

### 豊橋の人々

#### 関内家
関内光子（せきうち みつこ）
演 - 薬師丸ひろ子
音の母。温厚で優しい人柄ながら、不条理なことがあれば男性相手にも臆せず堂々と渡り合う芯の強さを持っており、その性格は音にも受け継がれている。夫の安隆から「黒みつ」と呼ばれることもある。
新しい時代において女性も自立すべきであるとの考えから、3人の娘たちにはそれぞれ好きな道を歩んでいってほしいと願っている。
音と裕一が初対面で結婚を決めた時には、裕一と音の立場の違いを理由に結婚に反対したが、裕一の頼りなさを危惧しながらも最終的には結婚を認めた。その時にはロザリオを二人の前に突きつけてお互いの幸せを誓わせた。その経験もあってか、第14週終盤で三女・梅が事前の連絡もなく婚約者の五郎を連れて突然帰ってきた時には、一瞬驚きながらもあっさり受け入れていた。
戦時中は関内家の宗派が特高の監視対象であったため常に監視されていた。豊橋空襲で家や工房を焼かれ、がれきの下に埋まっていた安隆の遺影を見つけ、梅と岩城新平（後述）を発見、救出した。終戦時には焼け跡の中で賛美歌「うるわしの白百合」を歌った。
終戦後、五郎の発案に基づいて、馬具製造に代わる野球のグローブ製造資金を銀行から融資を受けることに成功している。
第117回の音の回想シーンから光子が死去していることが窺える。
エールコンサートでは「高原列車は行く」を歌った。
関内安隆（せきうち やすたか）
演 - 光石研
音の父。クリスチャンで、男尊女卑の思想が当たり前の当時としては珍しく女性の権利を尊重する進歩的な男性であった。
軍に納品する馬具の製造販売を行う会社を経営。自身も音楽好きで、娘たちには楽器を色々と弾かせていた。しかし音が小学生の時、出張先の大阪で交通事故に遭い急逝する。
家族と一緒に過ごせた期間は短かったが、「やらずに後悔するより、やって後悔する方がいい」という彼の教えは、音にとって生涯の支えとなる。
第12週で、あの世のジャンボ宝くじが当たり、一泊二日だけこの世に戻って家族に会うことを許される（ただし二親等以内の家族、配偶者以外には姿は見えない）。
初孫の華および娘婿・裕一と対面した後、文学を教えた親友に先を越された梅を励まし、さらに光子が未亡人になってからずっと支えてくれた岩城が彼女に好意を寄せていると聞いた時は、工場に「再婚を許す」と置き書きを残してあの世に帰っていった。あの世で三郎と知り合っており、第87回では彼と将棋を指す仲になっている。
団子が大好物で、第12週でこの世に戻ってきた時には、幽霊であるにもかかわらず生前と同じように団子を食べていた。
関内吟（せきうち ぎん）
演 - 松井玲奈（幼少期：本間叶愛）
音の姉。おしゃれ好き。素敵な男性と結婚することが夢だが、理想とは裏腹に見合いがなかなかうまくいかず、妹の音に先を越された時には腰を抜かすほどショックを受けていた。しかし、その後も諦めずに何度も根気よく見合いを繰り返して鏑木智彦と出会い、願いがようやく叶った。
父・安隆がこの世に来た時は最初に吟に会いに行くが、安隆を見た途端に悲鳴を上げて逃げ出してしまう。安隆はこっそりと吟の生活ぶりを覗いたのだが、軍人の妻ということで色々と無理をしているように見られた。
吟夫婦は子供にも恵まれなかったが終戦後、戦災孤児のケン（後述）を引き取り、後に養子にした。
戦争が本格化し、智彦が軍人であることが影響してか、三姉妹の中で最も軍国主義に染まっていた。しかし、智彦の出征前夜は「どうか、ご無事で」と頭を下げたが智彦から一蹴された。
終戦後は軍人の地位を失った智彦の再就職先が決まらず、自分が働きに出ると申し出たが、かえって智彦の自尊心を傷つける結果となった。また、智彦がラーメン屋で働くようになっても仕事先を教えてもらえず、音のアドバイスで智彦を尾行の上、ラーメン屋で働いているところを目撃した。その後、智彦が再就職した貿易会社を続けるのか、ラーメン屋に戻るか迷っていた際に、かつての智彦のように人のために命を燃やせるならどちらの仕事でもいいと助言した。
姪の華の相談相手にもなっていて、華が音と衝突した際には家に泊めた。その翌日に裕一が華を迎えに来た帰りにケンを連れて孤児院『聖マリア園』まで同行し裕一をシスターの飯塚佐代に紹介した。吟とケンは何らかの関わりがあったようである。
母の光子が亡くなった時には豊橋の海岸で骨壺を手にしていた。
東京オリンピックの開会式を義弟・裕一の家で智彦、ケン、華の家族らと共にテレビで見ていた。
エールコンサートでは、浩二と共に途中から司会進行に入った。
関内梅（せきうち うめ） → 田ノ上梅（たのうえ うめ）
演 - 森七菜（幼少期：新津ちせ）
音の妹。
文学全般が好き。小説家になることを夢見ている。
安隆は家族の中で最後に梅の前に姿を見せたが、文学少女のため、幽霊の姿の安隆を見ても全く驚かなかった。
自分が文学を教えた親友が16歳で新人賞を受賞したことに嫉妬し、複雑な気持ちだったが安隆の激励で、これからは物事を斜めから見ずにまっすぐ生きると誓った。
気難しい性格を自覚しており、相手に対してついきついことを言ってしまう自分を嫌っているが、裕一を訪ねてきた五郎に諭されてからは態度もやや軟化してきているような場面もあった。
安隆との再会から6年後、自分も親友の結と同じく『文藝ノ友』の新人賞を取り、古山家に居候するが、今の地位を絶対奪われたくない彼女からのプレッシャーと次作が書けない焦りから、五郎と華に当たり散らし、投げやりに「自分には文学以外ないもない」といった時「あなたは自分にはないものを全て持ってる。（自分には）居場所なんてどこにもない。」と五郎に返され、故郷・豊橋の暖かさを彼の居場所にすると決心し五郎と共に豊橋へ帰った。
五郎という理解者を得たことで梅の執筆活動は順調に進み、帰郷後に本が出版された。その後も執筆活動は続けるも、戦時中は家がキリスト教でも特殊な宗派に属しているという理由で政府の監視が厳しくなり、出版社の担当者から作品の持ち込みを断られた。
五郎が跡継ぎ試験に何度も不合格になるのは「私のこと嫌いになったから、わざと落ちてるんでしょ？」と詰め寄ったが、音と裕一の仲介により誤解は解け仲直りし、翌日豊橋へ帰った。
昭和20年の豊橋空襲で町中が火の海の中、原稿を取りに行くと光子の制止を振り切って家へ戻り、瓦礫の下敷きになってしまうが岩城に助けられ九死に一生を得る。その後は五郎と馬具に代わる革製品を模索していた。
第117回の音の回想シーンで、母の光子の散骨に姉たちと立ち会っていた。
長姉・吟と違い、裕一の家で東京オリンピックの開会式をテレビ視聴していない。
鏑木智彦（かぶらぎ ともひこ） → 関内智彦（せきうち ともひこ）
演 - 奥野瑛太
コロンブスレコードの廿日市の甥で、陸軍騎兵将校。豊橋の騎兵第19連隊に勤務していたときに吟と見合いして結婚し、関内家の婿養子となる。礼儀正しい職業軍人で、いささか亭主関白な所があると吟からは評されている。裕一とは相婿関係に当たる。
親戚が音楽関係者ということで多少の理解もあり、裕一が西洋音楽の技法にこだわり過ぎて大衆向けの歌謡曲を作ることができず苦悩していた時、軍人が命をかけて戦うことができるのは大切な人を守るためであると義妹・音に話し、裕一についても相手のことを思って曲を作る心構えが大切なのではないかと説いて聞かせた。
第8週では義実家に住んでいたが、第71回冒頭で陸軍省馬政課に配属され、その時に所帯を持った。
裕一が「露営の歌」をヒットさせた後、馬政課が後援する映画『暁に祈る』の主題歌の作曲を裕一に依頼した。
裕一より前だが、同じ昭和18年に大陸の第一部隊に転属となり、出征した。その前夜、無事を願う吟に「軍人の妻が、無事など願うな」と一蹴した。
劇中で軍服に付けていた階級章と面接時の履歴書から、最終的には「中佐」まで昇進したことがうかがえるが、終戦後は軍人の地位を失った上、元軍人としてのプライドの高さが災いして転職もままならず、闇市で酒を飲む生活を送っていた。そんな折、自ら採用を蹴った会社の面接官からいわれた一言がきっかけとなり、闇市のラーメンの屋台で店員募集の張り紙を見て即座に応募し働き始めるが、軍人時代の同期の松川から誘われて貿易会社に転職。しかし、松川が自分を会社に誘った理由が「自分の同期がラーメン屋では恥ずかしいから」と聞いて、自分を救ってくれたラーメン屋を侮辱する松川の発言に怒りを覚え、迷った末に会社を辞め、再びラーメンの屋台に戻った。後日、店主の天野が代々木に店舗を構えることになった際に屋台の経営を受け継ぎ、闇市で知り合った戦災孤児のケンを住み込みで働いてもらうことにした。後にケンを正式な養子として迎えている。
日本が復興期に入った昭和26年には正式な店舗を構えている。鉄男と池田が一緒に食べていることが多い。
東京オリンピック時には裕一の家で吟、ケン、華の家族らと共に開会式をテレビで見ていた。
田ノ上五郎（たのうえ ごろう）
後述「古山家（東京編）」を参照。
関内ケン（せきうち ケン）
後述「闇市の人々」を参照。

#### 音を取り巻く人々
双浦環（ふたうら たまき）
演 - 柴咲コウ
過去にヨーロッパでプッチーニ のオペラ『蝶々夫人』の主役を務めた経験を持つ、世界的に有名な女性のオペラ歌手。小学校時代の音が音楽の道に進むきっかけを作った人物であり、後年には東京帝国音楽学校の教師としても音を指導する立場になる。また、コロンブスレコードでは、ディレクターの廿日市や大御所作曲家の小山田耕三でさえ頭が上がらないほどの発言力がある。
音の夫である裕一が作曲した「船頭可愛いや」を「西洋音楽をベースにしながら、流行歌としての親しみやすさも兼ね備えている」と絶賛し、この曲を世間に広く理解してもらうために彼女自身の歌声で再レコード化して、大ヒットした。これがきっかけで、大衆音楽の作曲家としての裕一の名前は初めて全国に知れ渡ることになった。
前後するが、音楽学校の記念公演『椿姫』の指導することになり、ヴィオレッタ役のオーディションでアドバイスをしながらも音を抜擢し、指導した。また前述の「船頭可愛いや」のレコーディングも行っている。しかし、音が妊娠した時には「子供が死にそうになっても舞台に立つのがプロ」と言い放つ。
第12週でのパリ留学時代に、今村嗣人と名乗る若手画家と恋仲に落ちるが、嗣人の個展の評判が芳しくない中で、オーディションに受かりオペラの舞台に立つことになった。しかし嫉妬に駆られる嗣人に歌を諦めるように懇願されるが、それを振り切り舞台に立った。
第50回終盤で環は音に「あなたにまた会えるのを、楽しみにしているわ」と言ったが、それを最後に前述のパリ留学時代を除けば第116回に名前しか登場せず、エールコンサートにも参加していない。
制作側の発表はないが、スポーツニッポンは三浦環がモデルであると報じている。
岩城新平（いわき しんぺい）
演 - 吉原光夫
関内家が営む馬具店の職人頭。音が子供の頃は「音の天敵」と呼ばれていた。
見た目は強面であるが、職人としての腕は折り紙つきで、それは安隆が「あいつには絶対にかなわない」と、現場を全て彼に任せ、自身は経営の仕事に専念していたほどである。また光子曰く「歌がうまいらしい」とのこと。
安隆が亡くなった後、関内家の馬具店が廃業の危機を迎えると一旦は関内家を離れたが、後に馬具店の経営が持ち直すと復帰し、その後も長年職人として勤める。成長した音の自分への手伝いを見て、「お嬢は筋が良い」と褒めた。
安隆がこの世に戻ってきた時には、本来は見えないはずだが霊感が強いらしく、彼の存在を感じ取っていた。
光子のことは未亡人になってからずっと支え続け、いつしか好意を持ち、それを梅から聞いた安隆から「再婚を許す」と置き書きで許可をもらうが「おれは安隆さんといるおかみさんが好きなんです」と返信し、その想いを最期まで貫いた。
梅の婚約者となった五郎が弟子入り、厳しく指導し一人前の馬具職人にした。その時、跡継ぎ試験で「合格！」といった時と、五郎が梅にプロポーズをし抱擁し合った時は、劇中では初めて優しく微笑んだ。
豊橋空襲の際、原稿を取りに炎上中の家に戻った梅を助けるため自分も戻り焼け跡の下敷きになってしまう。全身に火傷を負いながらも梅と共に命拾いはしたが、光子達に隠していた心臓病が悪化し長期入院の末に亡くなった。
昌子と同様、劇中で岩城の歌唱シーンはないが、エールコンサートで「イヨマンテの夜」を歌った。
打越金助（うちこし きんすけ）
演 - 平田満（第2週ゲスト）
軍に関係する施設に品物を納入している業者。安隆の商売にも協力していたが、当時の大多数の男性と同じく男尊女卑の考えが強い人物。
安隆が亡くなった後、「女子供」しかいなくなった関内家の軍との継続取引に難色を示し、光子に、男女の関係を遠回しに要求して口利きをすることを提案したが、光子から契約書の内容を根拠に拒絶された。
御手洗清太郎（みたらい きよたろう）
演 - 古川雄大
音が豊橋で歌を学んだ音楽教師。教師としては一流だが、男性でありながら女性のような言葉遣いや仕草が特徴で、本人によると生まれつきの性格らしい。
子供の頃にはそれが原因で学校の先生から虐待を受けた過去があるため、「先生」という言葉を嫌い、音には自分のことを「ミュージックティーチャー」と呼ばせている。
両親から音楽の才能を見込まれて単身ドイツに留学し、周囲から東洋人として差別を受けながらも、日本と違って結果を出せば認めてくれる環境の中で一流の音楽家になるため死に物狂いで頑張ったことを裕一に告白し、自分と似た過去を持つ裕一に対しては弱い立場の人々を励ます作曲家になるよう期待を寄せている。
両親の死をきっかけに、コロンブスレコードの専属歌手募集のオーディションに参加するため上京。東京に着くなり財布をスられてしまったため古山家に転がり込み、同じくオーディションを受ける久志と出会い互いに強烈なライバル意識を持つ。最終オーディションでは「船頭可愛いや」を歌うが、惜しくも落選した。
しかし、このオーディションの合格者が経営陣のコネによるものと知って憤り、久志と共にコロンブスに抗議しに行った時に、合格者の寅田熊次郎から「あんたみたいなおっさんが本気で受かると思ってたのか？」と馬鹿にされた時には、久志から「彼の実力は君の何十倍、何千倍はある！」と擁護され涙した。
その一方、自分と同じく不正な形で落選させられながらも研究生として採用が決まった久志に対しては、どんな形であっても選ばれた以上は引き受けなければならない旨を久志に説いて聞かせ、オーディションの不正に対する憤りから研究生の誘いを断ろうとしていた久志を思いとどまらせた。
その後、前述の通り財布をスられたため豊橋に帰る旅費もないことから、久志達の勧めで居酒屋で銭稼ぎをし、豊橋に帰って行った。
戦後は上京しタロットカードの占い師（ドイツ留学時代に音楽と一緒に学んだらしい）に転身し音に裕一と華の運勢を占った。戦前と違い口ひげを蓄えていた。
占い師に転身したとは言え、時には友人のベルトーマス羽生が音にレッスンしている時には一緒になって教えている場面が見られた。
音の招きで聖マリア園でのクリスマス慈善音楽会をベルトーマスと一緒に行った際に久志と再会し、ポーズをつけながら抱擁していた。
東京オリンピックの開会式を裕一の家で華の家族、吟一家、バンブーの保、恵夫妻と共にテレビで観戦した。
エールコンサートでは「とんがり帽子」を子役、藤丸、千鶴子と合唱し「福島行進曲」を独唱した。

#### 豊橋のその他の人々
末吉結（すえよし ゆい） → 幸文子（みゆき あやこ）
演 - 森田想（幼少期：小熊萌凛）
梅の小学校時代の唯一の友達。
小学校の頃、梅から文学のいろはを教わり、小説家を志した。
卒業後は文通で交流を続けており、『文藝ノ友』に「幸文子」のペンネームで初めて応募し、新人賞を取ったと報告した。
6年後、梅が『文藝ノ友』新人賞を受賞した際、受賞式では祝福の花束を梅に渡す役目を任されるが、小説家の世界では自分の方が先輩というプライドから明らかに梅を見下しており、自身が出版社から「落ち目」と見られている焦りもあってか、梅に強烈な嫉妬の感情をぶつけ、人気作家としての地位を梅に譲る気はないと宣言する。

### 東京編

#### コロンブスレコード
小山田耕三（おやまだ こうぞう）
演 - 志村けん
戦前の日本を代表する作曲界の大御所的存在で、コロンブスレコードの内部でも絶大な権力を持つ。国際作曲コンクールに入賞した裕一の噂を知り、裕一をコロンブスレコード専属の作曲家に推薦した。
裕一は子供の時から小山田の著書を読み、独学で作曲の方法を学んだため、小山田を深く尊敬し、自分をコロンブスレコードに推薦してくれた小山田に恩義を感じている。
しかし、小山田と同じく青レーベル（クラシック音楽）の作曲家を目指していた裕一の希望とは反対に、小山田は裕一を赤レーベル（大衆音楽）の作曲家として契約させ、裕一本人に対しても常に冷淡な態度を示していた。そのため、裕一は長期間にわたって自分の思い通りの作曲ができず、契約打ち切りの寸前まで追い込まれることとなった。
後に『船頭可愛いや』を双浦環の声で再レコード化する企画が提案された際にも、赤レーベルの『船頭可愛いや』を青レーベルの環が歌うのはルールに反すると反対したが、そもそも小山田は、当初口では「本物か紛い物か楽しみ」と余裕のある評価をしていたものの、実際は裕一の才能に嫉妬しており、作曲家としての自分の地位をいずれ裕一に脅かされるのではないかと恐れていた。そのため、自分の傘下にあるコロンブスレコードに裕一を抱き込んだ上、裕一をわざと専門外の赤レーベルに置くことで、作曲家としての裕一の芽を潰そうと企んでいたのであった。裕一はそのような小山田の企みに気付いていなかったが、世界的なオペラ歌手として海外生活の経験が豊富な環だけは、小山田が海外の音楽の巨匠たちと同じく若い才能に嫉妬していることを見抜いていた。そのことを環から遠回しに指摘された小山田は何も反論ができず、企画を黙認せざるを得なかった。
昭和39年（1964年）の東京オリンピックから間もなく亡くなったことが示唆されており、亡くなる三日前に裕一に謝罪と裕一を褒める手紙を残し、死後に手紙は裕一に届けられた。
制作側の発表はないが、複数のメディアは山田耕筰がモデルと報じている。
演じた志村は直後に新型コロナによる肺炎のため死去。最初で最後のドラマ出演となった。
猿橋重三（さるはし しげぞう）
演 - 川島潤哉
小山田耕三の付き人。
音楽挺身隊の新しい入団者の名簿の中の音の名前を小山田が気にしたので「古山裕一氏の奥様ですね」と教えた。
小山田が、亡き後手紙を裕一に渡し、彼が裕一に嫉妬していたことを謝る。
廿日市誉（はつかいち ほまれ）
演 - 古田新太
コロンブスレコードのディレクターで、智彦のおじ。
何事も利益優先の主義で、ヒット曲を出した所属歌手は持ち上げるが、裕一が書いた曲は何十曲と不採用にし、厳しく接していた。その理由は、裕一が西洋音楽の技法にこだわり過ぎて、曲を聴く一般大衆の気持ちを全く考慮していなかった点にあり、「船頭可愛いや」が大ヒットするまでは、会社への利益を出せない裕一を「不良債権」呼ばわりしていた。その後の裕一はプロ野球球団の応援歌などを手がけ、比較的安定した作曲家生活を送るようになったが、その頃でも廿日市はまだ裕一を「低め安定」などと皮肉っていた。後に五郎が裕一に弟子入りした際には、「大先生」と皮肉たっぷりに呼んだが、彼はそれを真に受けた。
大御所作家や上層部には頭が上がらないが、裏では採用条件に大物のコネやネームバリューを重視する上層部の方針に不満を持っており、その過程でコロンブスに入社した裕一や熊次郎に対しては厳しい態度を見せる（ただし裕一には口では辛辣だが、後に一定の評価はするようになった様子が窺える）一方で、自らが可能性を見出した久志に対してはオーディションに落選後も研究生としてコロンブスに入社できるよう尽力するなどして、古い慣習を正そうとする考えを持っている。
木枯正人は廿日市のことを「適当」「金のことしか頭にない奴」と陰で酷評しており、後に木枯がテイコクレコードへ移籍する原因となった。
日本が戦争状態に突入した後、裕一が作曲した「露営の歌」のレコードが50万枚を超える売上を記録すると、それまでの態度を一変させて、裕一を「先生」と呼び、敬語で話すようになった。
戦後は秘書の杉山あかねをディレクターに指名した。また裕一がミュージカル『恋すれど恋すれど物語』の音楽担当になった時には花輪が送られている。
演ずる古田新太は昭和12年頃が舞台になっている第71回以降出演はしていない。
木枯正人（こがらし まさと）
演 - 野田洋次郎
裕一と同時期にコロンブスレコードに採用された作曲家。後にテイコクレコードへ移籍した。福岡の田舎の生まれで、裕一と同じく家出同然に上京したと語っている。
大学のマンドリン部出身で、時おり行きつけのカフェー・パピヨンで店の客達を観察しながらギターの弾き語りをしている。それは、大衆を知って作曲に役立てるためであった。
比較的に早く作曲家としてデビューし、「酒は涙か溜息か」「丘を越えて」のヒット曲を出している。
裕一とは同期入社だが、裕一と違って最初から赤レーベルの作曲家だったため、お互いライバル視することはなく良好な関係であり、曲が全く売れない裕一を助けるために作詞家の高梨一太郎を紹介した際には「君は必ずコロンブスを背負って立つ作曲家になる」とエールを送った。
戦時中は軍に曲の検閲を受けて軟弱呼ばわりされ、一時的に創作から離れるなど、一躍時代の寵児となった裕一とは立場が逆転した。その時には裕一が軍に利用されることを危惧した。
戦後は鉄男作詞の「湯の町エレジー」を始め数々の名曲を作曲することになる。また東京オリンピック前には「東京五輪音頭」を作曲している。
音から裕一が東京オリンピックのオープニング曲の作曲に取り掛からないことで相談を受けた時には、作曲を楽しんでいるか、最後のピースが埋まらないからではないかと、自分の考えを述べた。直後に音に連れられ、古山家で裕一、音、鉄男、久志、藤丸と飲み、「高原列車は行く」を歌った。
かなりの酒豪で、鉄男からは「ザルみたいな人」と言われている。また、音との会話から彼女か妻がいるようである。
杉山あかね（すぎやま あかね）
演 - 加弥乃
廿日市の秘書。
音楽に関する知識は豊富だが、物言いは常に事務的で愛想が悪く、時には廿日市ですら振り回される。個人的には阪妻（坂東妻三郎）のような男性が好みであるらしく、コロンブスレコードの専属歌手募集の際には「バンツマのような美男子」を採用条件として挙げていた。
戦後は廿日市の推薦でディレクターに起用され、久志のカムバック曲「夜更けの街」のレコーディングに立ち会っていた。また鉄男が作詞に悩んでいたことを心配する場面も見られた。
小田和夫（おだ かずお）
演 - 桜木健一
コロンブスレコードの機械技師。西洋音楽の技法にこだわり過ぎて、大衆の心をつかむヒット曲を生み出すことができずにいた青年時代の裕一に「君みたいな人を沢山見てきたよ。己（おのれ）にこだわって才能を活かせない人」と忠告をしたことがあるが、当時の裕一は小田の言葉の意味を理解することができなかった。
高梨一太郎（たかなし いちたろう）
演 - ノゾエ征爾（第10週ゲスト）
コロンブスレコードに所属する作詞家。前述の通り木枯の紹介で裕一と知り合った。
木枯と共にヒット曲「酒は涙か溜息か」を生み出した実績があり、裕一が作曲した「福島行進曲」を個人的に高評価している。
裕一と初対面の場で、自ら作詞した「船頭可愛いや」の作曲を裕一に依頼し、これが後に裕一の出世作となった。
制作側の発表はないが、複数のメディアは高橋掬太郎がモデルとしている。
寅田熊次郎（とらだ くまじろう）
演 - 坪根悠仁
帝央大学の学生。帝都ラジオ会長の息子で、コロンブスレコードが主催した専属歌手募集のオーディションにコネで合格し、新聞でも報道された。
オーディションの結果に不満を持った御手洗を「負け犬」と罵った上に、御手洗を庇った久志に頭突きをした。
しかし、審査員の中でも廿日市だけは彼の採用に最後まで反対しており、廿日市からはレコードが売れなければ即座に契約を打ち切ると言い渡された。
後年、「露営の歌」を担当する歌手を決める際に、杉山は最初に熊次郎を推薦したが、廿日市からは露骨に嫌がられ、裕一の推薦もあり実際に選ばれたのは久志であった。
社長
演 - 児玉頼信
専務
演 - 小倉一郎
営業部長
演 - 中野剛

#### 喫茶バンブー
梶取保（かとり たもつ）
演 - 野間口徹
喫茶「バンブー」のオーナー。妻の恵と経営している。
裕一と音はもともと「竹取物語」が縁で出逢い、夫婦になったため、上京先で偶然に喫茶「バンブー（英語で竹の意味）」を見付けて店の名前を気に入り、常連客になる。それがきっかけで、上京後の裕一と音の良き相談相手となる。また、家探しに困っていた裕一と音のために、自分が管理している住宅を紹介し、気に入ってもらえた。
昔は、明治から続く古本屋の4代目店主で今と違い堅物だった。恵はその常連で徐々に好意を持ちはじめた。また、久志とは福島に引っ越す前に出会っており、彼の激励により当たって砕けろでプロポーズをし夫婦となり、古本屋を廃業し、喫茶店「バンブー」を開店した。
国家総動員法により、英語が禁止になり店の名前を「竹」と変え、さらに、配給制度で食べ物が手に入りづらくなったことから野菜で様々な料理を作り、音に味見してもらっている。しかし「（大豆で作った）代用コーヒーなど、もはやコーヒーではない」と見切りを付けはじめ、同時期に勤労動員により近くの工場で働くことになったため、「バンブー」を一旦閉めたが、夫婦とも無事終戦を迎えられ、再びJAZZ喫茶「バンブー」として再開店させた。
戦後は、「バンブー」のミルクセーキを飲むと早稲田に合格すると噂になっている（妻の恵のセリフ）。
梶取恵（かとり めぐみ）
演 - 仲里依紗
保の妻で、旧姓・二宮（にのみや）。喫茶「バンブー」を保と共に切り盛りしている。上京してきた裕一と音のために、保と共に住宅を紹介してくれた恩人でもある。
劇中では自分の過去について「元恋人が網走刑務所の受刑者だった」とか「オックスフォード大学で法律を学んでいた」とか「旅芸人の一座にいた」などと夫の保すらそれまで耳にしたことのなかった様々なエピソードを語ったが、事実かどうかは不明。また音の音楽教室の広告をプロのデザイナー並みに描いたりしている。
保が営む古本屋の常連で彼に好意を寄せられた。ある日、彼女が左手の薬指に指輪を着けているのを見た久志から「婚約者がいるのかも」と疑われ、結果として久志の激励を受けた保のプロポーズを快く受けた。本人は外国の婚約指輪の習慣を知らずにファッションのつもりで指輪を付けていただけで、一緒にいた外国人男性もただの友達だったらしく、むしろ保の情熱的なプロポーズを見て感動していたという。
なお、「バンブー」という店名は、竹のように地面にしっかり根を下ろした生き方をするという意味が込められているとのこと。

#### 古山家（東京編）
古山華（こやま はな） → 霧島華（きりしま はな）
演 - 古川琴音（少女期：根本真陽、幼少期：田中乃愛、乳児期：村田さゆみ）
裕一と音の一人娘。幼少時は音に似たやんちゃな性格で、音を困らせたり、裕一を訪ねてきた五郎を振り回して遊び相手になってもらっていた。
母が子ども向けの音楽教室を開くと、当初は生徒に嫉妬していたが、弘哉を通じてわだかまりが解け、華も音楽教室の生徒になった。
終戦後、疎開していた福島から東京の実家に戻り、裕一から弘哉の戦死を知り泣きじゃくった。しかし池田から作曲の依頼があった時には、落ち込む裕一に良い話だから受けるように勧めている。
学生時代は隣の高校の野球部員の竹中渉に思いを寄せていたが、渉は気づいていなかった。裕一や音のように打ち込めるものないことに悩み、音がオペラのオーディションを受ける際には家事を進んでしようとするが、家事も両立させたい音に度々遮られ苛立ちが募り、伯母・吟の家に家出したこともあった。
その後、人の役に立ちたいと看護学校に通い看護婦になる。渉とは交際は続いていたのだが、大学卒業時プロのスカウトがなく野球を断念する渉には、華の思いが重荷になり振られてしまう。
病院に勤務し4年、ロカビリー歌手の霧島アキラが怪我で入院してくるが、華はアキラに好感を持てず、渋々看護を担当。同僚の看護婦の榎木美代子の結婚が決まり、独身最年長の看護婦になった華は、重い女から軽い女宣言をし、バーで恋人を探すもうまくいかない。しかしバーで出会ったアメリカ帰りの外科医から聞いたリハビリテーションをアキラで実践し、回復につなげる。リハビリを通じ二人は恋仲になり、プロポーズを受ける。そこへ裕一が入院し、アキラと同室になる。裕一には音と二人でアキラとの交際や歌手であることを隠していたが、退院の際アキラが口をすべらせ歌手であることがばれる。その後アキラが古山家に挨拶に来たときに、重いところがある自分を飛び越えて接してくれるところに好感を持っていると答え、音に突きつけられたロザリオの前でお互いの幸せを誓う。その後結婚し、裕太と杏の二人の子供に恵まれた。
田ノ上五郎（たのうえ ごろう）
演 - 岡部大（ハナコ）
第13週の最後に突如として古山家に現れた三枚目タイプの男性。見た目は太めの体型で坊主頭をしており、美男子とは言い難いが、心根は優しい。
裕一の曲に感銘を受け、茨城から上京し、弟子入りを志願した。5人兄弟の末っ子で奉公により13歳で雑穀問屋に出ていたが、辛かったらしく逃げ出している。声がかなり大きく、子守りがうまい。
裕一達に最初は断られ、その後何度も門前払いを受けるが、恐ろしい悪臭と野犬に襲われ服がボロボロになるまで何日も居座り続けたことで音を上げられたことと、自分の境遇と彼の歌で励まされたことを裕一に話したことで、弟子として住み込みを認めてもらった。
同じ日に古山家に居候することになった梅は正反対の性格で、かつ彼女は2作目が全く書けないこともあり、きつく当たられるが、下駄の鼻緒が切れ幸文子から笑われた時に庇ったことと持ち前の優しさから惚れられる。
自分の才能の無さにより見切りを付けて古山家を出るが、「もっと自分を好きになってください」といわれ自分の気持ちに正直になった梅から「私はあなたを必要としています」いわれ「信じられません」と返すが「信じろ！」と喰い下がった事に胸を打たれ、婚約者となる。
その後、梅の実家に身を寄せ、岩城に馬具職人として一人前と認められてから結婚しようということになった。
古山家を出る前に、彼が作曲した最初で最後の曲を置いていき、この曲だけは裕一から高評価された。
一見鈍そうな外見に似合わず器用で何でもそつなくこなすが、馬具試験に7回不合格になるなど本番に弱い。しかし、家出した時に裕一から「歌を歌うと気持ちがすーっとするよ」と言われ、頭の中で「船頭可愛いや」を思い浮かべ、目を閉じながら丁寧に縫い付け作業をし岩城達を驚かせ、後継ぎとして認められ梅と結婚した。これにより、かつて師弟だった裕一とは相婿関係になった。
馬具職人として働いていたため、兵役は免除されていたものの、クリスチャンである関内家で生活するうちにキリスト教の信仰に目覚め、また戦争反対を唱えた。光子が止めるのを振りきり反戦集会に出席するが、特高警察に逮捕連行され激しい拷問を受けるが、終戦を迎えるとほぼ同時に釈放された。反戦活動にのめり込み過ぎて「本当に大事な物」を見失ってしまったことを後悔し、釈放されると同時に梅と岩城が入院する病院へ駆けつけ、彼らに謝った。
戦時中の空襲で関内馬具店が全焼した上、終戦と同時に馬具の需要も失われたため、これに代わる新たな革製品の手工業として野球のグローブを生産することを思い付くが、その後は劇中に登場しておらず、戦後の動向は妻の梅と共に不明である。

#### 早稲田大学応援部
田中隆（たなか たかし）
演 - 三浦貴大
早稲田大学応援部 第5代団長。九州出身で博多弁で喋る。
野球部の応援に命を懸けている。裕一が「紺碧の空」の作曲に苦しんでいる際に野球部時代の友人、清水誠二とのいきさつを交え応援団への想いを語った。
第100回で子連れで再登場した。当時の仲間や元慶応の御園生とバンブーの保、恵夫妻と共にラジオの高校野球中継に熱くなっていた。
早稲田大学応援部稲門会は、実在した部員の溝口五郎（1931年団長）がモデルと報じている。
佐藤幸太郎（さとう こうたろう）
演 - 斎藤嘉樹
早稲田大学応援部の団員。久志の従兄弟。田中同様第100回で再登場した。
福島民友は、伊藤久男の従兄弟で早稲田大学応援部の幹部であった伊藤戊（いとう しげる）がモデルと報じている。
小熊（おぐま） / 寺門（てらかど）
演 - 一ノ瀬ワタル / 大門嵩
早稲田大学応援部の団員。田中同様第100回で再登場した。
村田（むらた）
演 - 菅原健
早稲田大学応援部の団員。
団員
演 - 嶋義浩
事務局長
演 - 徳井優
「早稲田大学の今の応援歌は“小山田大先生”が作曲したものだから、変えるなど言語道断」と言い張っていたが、変えられてしまった。翌週冒頭では、小山田に謝っている。

#### 裕一と関わる歌手
山藤太郎（やまふじ たろう）
演 - 柿澤勇人
コロンブスレコード所属の歌手。
慶應義塾・東京音楽学校（現在の東京藝術大学）出身で、生活のために流行歌を唄う。山藤の名は芸名。
戦中は歌手として南方の最前線まで慰問に行き、捕虜にもなった。この経験から裕一は彼に「長崎の鐘」の歌唱を頼み、引き受けてもらえた。
歌手であり作曲家でもある藤山一郎がモデル。
川野三津代（かわの みつよ）
演 - 山田麗
裕一作曲の「福島行進曲」を唄う歌手。
藤丸（ふじまる）
演 - 井上希美
裕一作曲の「船頭可愛いや」を唄う歌手。本名は沼田松子（ぬまた まつこ）、結婚後は佐藤松子（さとう まつこ）。
本来は下駄屋の娘であるが、廿日市のスカウトにより芸者として歌手デビューする。
「船頭可愛いや」はもともと彼女の歌であるにもかかわらず、彼女の歌で最初に録音したレコードは全く売れず、環のおかげで大ヒットしたことを悔しがっている。そのことで、鉄男の屋台で落ち込んでいた時に久志に慰められ、彼と良い仲になっていた。
一時は久志が梅に一目惚れしたため疎遠になり焼きもちをやくが、久志の失恋でよりを戻す。
戦後に再会し、やさぐれた久志に拒絶されながらも献身的に支える。キャバレーで歌い、レコードも出している。
久志が歌手として復帰したのちに婚約し、後に結婚した。また聖マリア園でのクリスマス慈善音楽会でサンタクロースの衣装で「リンゴの唄」を久志とデュエットした。
エールコンサートでは「とんがり帽子」を子役、御手洗、千鶴子と合唱し、「モスラの歌」を千鶴子とデュエットした。
井上希美が、モデルは音丸であるとコメントしている。

#### 東京帝国音楽学校
双浦環（ふたうら たまき）
前述「音を取り巻く人々」を参照。
佐藤久志（さとう ひさし）
前述「裕一の恩師・幼なじみ」を参照。
夏目千鶴子（なつめ ちづこ）
演 - 小南満佑子
音が通っていた東京帝国音楽学校声楽科のエリート学生。ソロリサイタルを開くほどの実力が備わっているが、プライドの高い性格で、親しい友人はいない。
子供の時から音楽だけのために全てを犠牲にして生きてきたと語り、音楽だけでなく恋愛・友達・家庭までも欲しがって何にでも手を伸ばす音を「強欲」と呼んで罵っていた。
『椿姫』の主役のオーディションにエントリーし、音と共に最終選考まで残ったが、敗れる。
音が音楽学校を退学した後、臨月を迎えた頃には、彼女自身はアメリカに留学しており、「（強欲な）あなたに負けたままでは納得がいきませんから」と言いつつ、早く音楽の世界に復帰するようにと音にエアメールを送った。
帰国後も歌手として活躍し、音が出産と育児のブランクを経てオペラ『ラ・ボエーム』のオーディションに挑戦した時に、二次審査以降の審査員を務めた。演技に悩む音にミミ役に抜擢された真相を話す。
その後、音の招きで聖マリア園のクリスマス慈善音楽会を見に来ていた。
エールコンサートでは「とんがり帽子」を子役、御手洗、藤丸と合唱し、「モスラの歌」を藤丸とデュエットした。
教師
演 - 高田聖子
東京帝国音楽学校の教師。本名は不明。世界に通用しない者は学校に必要ないと断言する厳格な女性だが、美男子で成績優秀な久志に対しては甘い所がある。
筒井潔子（つつい きよこ）
演 - 清水葉月
東京帝国音楽学校の声楽科の生徒。音の友人。戦時中には音楽挺身隊に参加し音と再会している。
第105回で和子と共にクリスマス慈善音楽会を見に来ていた。
今村和子（いまむら かずこ）
演 - 金澤美穂
東京帝国音楽学校の声楽科の生徒。音の友人。
潔子と同じく第105回で再登場。8人目の子どもを妊娠していた。
結婚しているとは思われるが、姓は音楽学校時代と変わっていない。
沢田豊子（さわだ とよこ） / 西田宏（にしだ ひろし） / 井上晃（いのうえ あきら）
演 - 清瀬やえこ / 中山求一郎 / 諫早幸作（ともに第10週ゲスト）
東京帝国音楽学校の生徒。『椿姫』の出演者。
黒崎達治（くろさき たつじ）
演 - 千葉哲也（第10週ゲスト）
音が演じる『椿姫』の演出家。
指揮者
演 - 松尾賢志郎
ピアノ奏者
演 - 岩倉孔介、中村マナブ
学生
演 - 森田枝小莉、金子千咲、山崎愛実

#### カフェー「パピヨン」
ママ
演 - 黒沢あすか 
勉強のため一週間の臨時雇いで入った音に厳しく接するが、それは音が見込みがあると思った故の叱責であった。
希穂子（きほこ）
演 - 入山法子
カフェー「パピヨン」の女給。貧しい家に生まれ、病気の親を抱えて苦労している。
福島で鉄男と恋仲であったが、彼に社長の娘との縁談が持ち上がったため身を引く。
自分を探すため上京した鉄男と再会する。そして自分への想いを聞くが「自分も縁談が決まった」といい、店を辞めた。
エミ子 / 愛子
演 - 今野杏南 / 立花恵理
カフェー「パピヨン」の女給。
ボーイ
演 - 蔵原健
カフェー「パピヨン」のボーイ。
岡崎（おかざき）
演 - 春海四方
客。音にペイズリー柄のネクタイをけなされる。
フクさん
演 - 川守田政人
客。
客
演 - 佐藤文吾、紀伊修平

#### 音の音楽教室の生徒・保護者
梅根弘哉（うめね ひろや）
演 - 山時聡真（幼少期：外川燎）
音の音楽教室の生徒の1人で唯一の男の子で母子家庭。華の初恋の人。
音痴ではあるが、母・トキコからの強い薦めで嫌々音楽教室に行くことになる。しかし、友人・シズ子を中心に罵られ教室を辞めようとするが、元いじめられっ子の裕一からハーモニカを渡され、音楽の楽しさを知ることができた。
それ以降は、ハーモニカ奏者として音楽教室に通うことになる。また、華が自分達に焼きもちを妬いていることを音達に教えた。
戦争が本格化し音楽教室を1人になっても辞めず、教練が長引いたその足で教室に来るようになり、申し訳なさから音に「来れる時に来ればいいよ」といわれた。
華いわく文武両道らしい。梅根母子と一緒に食事した時の言葉から華が弘哉に好意を持っていることに気付いた裕一はやきもきする。
裕一作曲の「若鷲の歌」が主題歌となっている映画『決戦の大空へ』に感動し、予科練の試験に合格して、旅立って行った。
しかし終戦直後、トキコが古山家を訪れ、壊れたハーモニカを見せて弘哉の戦死を報告する。
弘哉の死は裕一と華に大きな悲しみを与えた。
佐智子（さちこ）
演 - 原涼子（幼少期：森美理愛）
音の音楽教室の生徒の一人で、おかっぱ頭。
音痴の弘哉を笑うことも怒ることもなく見守っていた優しい女の子。
シズ子と一緒に音楽教室を辞めた。
シズ子（しずこ）
演 - 上野莉子（幼少期：笹川椛音）
音の音楽教室の生徒の一人で、ポニーテール。
最初は弘哉の音痴を笑っていたが、次週には遂に堪忍袋の緒が切れ、怒鳴った。
女学生になってからは友人・澄子と同じ髪型になっている。母親に言われたためやむを得ず辞めた。
澄子
演 - 石井友奈（第15週ゲスト）
音の音楽教室の生徒の1人で、お下げの三つ編み。
節子（せつこ）
演 - 小原樹里（幼少期：伍藤はのん）
音の音楽教室の生徒で、ズボンを履いている。
二人ともシズ子と共に、弘哉の歌を笑ったり罵ったりした。
節子は第76回に音楽教室を辞めるシーンが描かれたが、澄子はそれより前に辞めており、彼女のみ女学生の姿で登場していない。
梅根トキコ（うめね トキコ）
演 - 徳永えり
弘哉の母。音が作ったポスターを見て「バンブー」を訪れた。
歌が苦手な息子のために音楽教室に通わせる。弘哉いわく音楽が大好きらしい。
裕一からハーモニカを教えてもらったことで、息子がよく笑うようになったと安心している。
戦争が本格化しても、偏見や世間体などを全く気にせず、息子を最後の最後まで教室に通わせ続けた優しい母親。
戦後に古山家を訪れ、前述のように弘哉の戦死を報告しながら泣き崩れたが、その時も行き場のない怒りや哀しみを裕一にぶつけることはなかった。

#### 大日本帝国婦人会
関内吟（せきうち ぎん）
前述「関内家」を参照。
佐々木克子（ささき かつこ）
演 - 峯村リエ
大日本帝国婦人会の班長。音が婦人会の会合に参加しないことで姉の吟を叱責していた。また、本来は別の家の人が当番の仕事をその家に子供が生まれて間もないということで、子宝に恵まれない吟に押し付けていた。
晴恵（はるえ） / 薫（かおる） / 班員
演 - 今村有希 / 岡林桂子 / 井上とし子（ともに第15週ゲスト）
大日本帝国婦人会の班員。

#### 東都映画
三隅 忠人（みすみ ただひと）
演 - 正名僕蔵
裕一の召集令状が届いた翌日に古山家を訪れた映画会社の社員。かなりオーバーリアクションな男性。
予科練のテーマにした『決戦の大空へ 』の主題歌「若鷲の歌」の作曲を依頼するが、上記を理由に1度は諦める。しかし調べた所、裕一は作曲でお国に貢献していることから、1日で召集解除されたことで引き受けてもらえた。
西條八十が書いた歌詞を変えてくれと頼まれたり、曲を作るために予科練生の寮を見学させてくれなど、裕一に振り回されながらも無理な要望を聞いてくれた。

#### 裕一の戦後の仕事仲間
池田二郎（いけだ じろう）
演 - 北村有起哉
劇作家・演出家。
戦後、『鐘の鳴る丘』『君の名は』『放浪記』など、ラジオドラマや映画、舞台で裕一とともに数多くのヒット作品を生み出す。
終戦直後に『鐘の鳴る丘』の制作を企画するがNHK職員の初田功から別のドラマで実績を積んでからと、遠回しに拒否される。別のドラマの制作後に同じNHKの重森正と『鐘の鳴る丘』の企画をCIEの伺いを立てながらも通した。
『鐘の鳴る丘』の企画が動き出してすぐ、戦時中の罪悪感から曲が書けなくなっていた裕一に音楽担当を依頼し、粘り強く古山宅を訪ね自身の作詞した「とんがり帽子」を置いていった。
自分の人生を捨てて酒と博打に溺れている久志のことで悩んでいた裕一から頼まれ、久志に会って博打を持ちかけ、勝負に勝って久志にラーメンをおごらせる。その後、久志のために「夜更けの街」を作詞し、裕一に作曲を依頼した。
この一件がきっかけで智彦のラーメンの屋台の常連客になり、鉄男と一緒に食べるシーンも見られ、後に智彦が正式な店舗を構えてからも鉄男と一緒に食べているシーンがある。鉄男と同じく家族の愛情に恵まれない子供時代を送っていたらしく、鉄男とは何かと話が合う模様。その鉄男が、自分とは縁のない「家族の絆」をテーマにした映画の主題歌の作詞を依頼されて悩んだ時には、持っている想像力を膨らませるように助言をした。
『鐘の鳴る丘』は大好評を得て長期間の放送となり、続けて『さくらんぼ大将』『君の名は』を手掛け、裕一も引き続き音楽を担当することになる。
『君の名は』は役者の入院などで、三家族の物語にする予定を男女のすれ違いの恋愛劇にせざるを得なかったが、後に社会現象化するほどの人気となる。番組終了と同時に舞台へとシフトし、東都映画にヘッドハンティングされた。そしてミュージカル『恋すれど恋すれど物語』の演出を手掛ける。
それらのラジオドラマから「イヨマンテの夜」「君の名は」の作詞を手掛け、裕一が作曲し、「イヨマンテの夜」は久志が歌唱を担当した。
それ以後も『放浪記』など数々の作品を書き、裕一に音楽担当を依頼した。しかし、『道頓堀』の原稿を書き上げた直後に突然倒れて急死した。
モデルは菊田一夫。
初田功（はつた いさお）
演 - 持田将史
NHK職員。
ラジオドラマのプロデューサー。池田二郎が『鐘の鳴る丘』を書きたいと言ってきたのを「別のドラマで実績を作りましょう」とかわす。その際に「NHKですよ。嘘はつきませんから。」と言い放った。後に『鐘の鳴る丘』が池田と部下の重森正が制作しヒットすると、自分が池田を見出したと嘯くなど、調子が良い一面もある。
『君の名は』終了後に重森にテレビドラマの制作を促した。
重森正（しげもり ただし）
演 - 板垣瑞生
NHK職員。
初田と池田の間で板挟みに遭いながらも、懸命に番組作りに携わる。
初田よりは池田に協力的。『鐘の鳴る丘』は初田抜きで企画し、『君の名は』も担当した。
『君の名は』終了後は気まずかった初田にテレビドラマの制作を促された。
春日部（かすかべ）
演 - 日村勇紀
NHKの音響担当。
「池田の仕事は嫌なんだよ」と言いながら『君の名は』の音響効果をこなした。

#### 闇市の人々
ケン → 関内ケン（せきうち ケン）
演 - 松大航也（幼少期：浅川大治）
闇市で暮らしていた戦災孤児。
智彦の財布を盗んだことをきっかけに彼と知り合い、次第に親しくなっていく。
父親が兵隊に行き、母は病気だったため戦前から弟妹を養っていたことから、料理が上手。
食べ物を調達している間に空襲に遭い、全てを失ったらしい。後に智彦のラーメン屋に誘われ、吟と3人で暮らしている。
昭和26年時点で吟と智彦の養子に正式になっていた。
天野弘（あまの ひろし）
演 - 山中崇
終戦後の闇市にあるラーメンの屋台の店主。
屋台への就職を希望した智彦を採用し、元軍人の経歴など一切関係なく、智彦を厳しく鍛える。
後に代々木に店舗を構えることになった際、屋台の経営を智彦に任せた。

#### 音が通う音楽教室の関係者
ベルトーマス羽生（ベルトーマス はにゅう）
演 - 広岡由里子
終戦後になって新しく喫茶「バンブー」の客になり、保と恵の紹介で音が新たに歌のレッスンを受けることになった音楽の先生。御手洗の友人でもある。
音にオペラ『ラ・ボエーム』のオーディションを受けることを薦める。
制作側の発表はないが、古関裕而【コロムビアレコード】公式はベルトラメリ能子がモデルとTwitterしている。

#### 高校球児
竹中渉（たけなか わたる）
演 - 伊藤あさひ
華が通う高校の隣の学校、中川台高等学校で野球部に所属している少年。守備はピッチャー。
終戦後に復活した全国高等学校野球選手権大会への出場を目指しており、さらに高校卒業後は早稲田大学に進学してプロの選手になることを目標にしていた。
「紺碧の空」や「栄冠は君に輝く」を愛好しており、その作曲者が華の父親であることを知ると、華に頼んで裕一のサインをもらいに古山家まで連れて行ってもらった。
華は思いを寄せていたのだが、なかなか通じなかった。後に交際が始まり大学（大学名は不明）卒業近くまで続いていた。
野球は大学に入学してからも続けるが、プロからのスカウトはなく野球をやめてしまう。それでも野球を続けてほしいと願う華に重荷を感じ、別れを告げた。

#### 病院
霧島アキラ（きりしま あきら）
演 - 宮沢氷魚
ロカビリー歌手。足の骨折で華の務める病院に入院する。
華にウインクしたり、病室内でギターを弾いたりと型破りな行動は見せるが、実は隣のベッドの老夫婦にミカンをスジを剥いた上であげたり、華には然るべき受け答えをしたりと常識的なところもある。
華とリハビリを続ける内に二人には恋愛感情が湧き、華にプロポーズする。ただロカビリー＝不良のレッテルがあったため、音の気遣いで裕一には歌手であることを隠すが、退院の挨拶で口を滑らせてバレてしまう。
その後古山家に挨拶に訪れるが歌手活動での収入面の不安と交際人数の多さに反対されるものの、華のことを思った自作の「ムーン・ライト・セレナーデ(映像での表記)」を歌い、結婚を許してもらう。結婚式でも歌うシーンが見られた。
後に2人の子供に恵まれ、長男の裕太の高校入学時に記念写真を裕一、音も含め家族で撮っていたが、自分がセットした三脚が崩れたために家族総崩れで写ってしまった。

### 第12週の登場人物

#### あの世
閻魔さま（えんまさま）
演 - 橋本じゅん
あの世を管理している者。年に2回、一泊二日だけ生き返れるあの世のジャンボ宝くじを主催している。

#### 保と恵を取り巻く人々
木下一（きのした はじめ）
演 - 井上順
久志の親戚のおじさんで、梶取家が先祖代々営んでいた古本屋の常連。
久志の飄々としてマイペースな性格はこの人ゆずり。

#### 環を取り巻く人々
今村嗣人（いまむら つぐひと）
演 - 金子ノブアキ
環のパリ時代の恋人で画家。ホームパーティーで自分の絵を見てくれたことがきっかけで交際、同棲する。
ある日、個展を開くが新聞を通じて酷評されてしまう。それとは正反対に、環は『蝶々夫人』のオペラハウスでの再公演の主演オーディションにスカウトされ、見事受かった。
これにより、彼女への嫉妬の感情を爆発させ、「俺は君という光の影でいるのは耐えられない。歌を諦めてくれ」と言うが、環はそれに答えられず破局した。
それでも環のことを純粋に思う気持ちは変わらず、再公演での『蝶々夫人』を演じる彼女を描き、過去に新聞で自分を酷評した批評家のピエールから絶賛された。
制作側の発表はないが、複数のメディアから藤田嗣治がモデルではないかと指摘されている。ただし、三浦環と藤田嗣治が同じ時期にヨーロッパに住んでいたことは事実であるが、実際の二人は直接の知り合いではなかったとされている。
里子（さとこ）
演 - 近衛はな
環の友人。外交官の娘でパリに住んでいる。環が留学して間もない頃は世話をしていた。
友人が主催したホームパーティーで環と嗣人が出会うきっかけを作った。
バレリーナを目指していたらしいが、体格差や差別に耐えきれず挫折している。
フィリップ
演 - ピーター・フランクル（第12週ゲスト）
環達行き付けのカフェのマスター。
なかなか芽が出ない嗣人のために自分の店で個展を開こうと言ったり、愛よりも夢を取ることを躊躇う環に「1番いけないのは、自分に嘘をつき続けることだ」と背中を押すなど、優しい人物。
彼も若い頃は、画家を目指していたらしい。
アダム
演 - BJフォックス（第12週ゲスト）
展覧会や舞台などのプロデューサー。
『蝶々夫人』の初公演の不評と、環が日本人で飛び入り参加したオーディションの演技が好評だったことから、再公演の主演オーディションにスカウトする。

### 裕一の慰問先の人々

#### 従軍記者
大倉憲三（おおくら けんぞう）
演 - 片桐仁
裕一が戦地で出会う従軍記者。裕一に藤堂清晴を知っているかと聞き、彼の近況を教えた。
戦後は朝一新聞の大阪本社文芸部に勤務し、裕一に全国高等学校野球選手権大会大会歌『栄冠は君に輝く』の作曲を依頼した。

#### 裕一の慰問の同行者
中井潤一（なかい じゅんいち）
演 - 小松和重
裕一と共に前線の状況を国に伝えるためにビルマを訪れた洋画家。
ラングーンを訪れて1カ月後に作家・水野と前線に行くことになった。
しかし、そこは地獄と化していたことに絶望し、せめてと戦場の現実を絵にしラングーンに戻って来た。
藤堂のいる部隊への慰問に行きたがっている裕一に「戦場に意味を求めても何もない。生か死、そのどちらかです。」と忠告した。
水野伸平（みずの しんぺい）
演 - 大内厚雄
裕一と共に前線の状況を国に伝えるためにビルマを訪れた作家。
中井と共に前線へ行く直前、裕一に「ビルマ派遣軍の歌」の歌詞を渡した。
前線を歩き、一度ラングーンに戻った中井と違い、この実情を伝えるのが作家の使命だと更に先へ向かった。

#### 藤堂清晴の部隊関係者
二木（ふたき）軍曹
演 - 二ノ宮隆太郎（第18週ゲスト）
藤堂が率いていた部隊の軍曹。裕一が慰問に来ることを部隊長の藤堂に報告し、彼を大いに喜ばせた。
敵襲では、トラックの下に隠れていた裕一の目の前で、目を開けたまま死んでいた。
岸本和俊（きしもと かずとし）
演 - 萩原利久
戦地で藤堂が率いる部隊の一等兵。
ギターを弾くのが得意で、裕一が慰問会を行うために急遽結成した楽団の一員となった。
慰問会を行う前の晩、自分は過去に様々な罪を犯していたこと、その当時捨てた女に子供が生まれたことを知って会いに行ったが断られたこと、今では自分の罪を悔いていることを藤堂たちに告白した。また、これまでは死ぬことは怖くなかったが、大切な仲間ができた今は死ぬのが怖くなったとも告白した。
その気持ちは藤堂や他の兵士たちも同じであったが、藤堂は部隊長の立場から全員を励ますために、「みんなで生きて帰ろう」と言い、自分の罪を悔いている岸本に対しては「もう（子供に）会う資格はあるさ。帰ったら会いに行け。」と励ました。
しかし、翌日の朝、岸本はイギリス兵からぶん取った缶詰を土産として裕一に手渡した直後、後ろから頭を撃たれて即死し、藤堂の部隊で最初の犠牲者となった。
神田憲明（かんだ のりあき）
演 - 山崎潤
陸軍上等兵で中年男性。
得意な楽器は打楽器全般で、慰問会前日の練習ではドラムを担当した。召集される前はダンスホールで演奏していた。
敵襲では、手榴弾でやられ戦死した。
東次郎（あずま じろう）
演 - 近藤フク
一等兵。
招集される前は宮大工で、トランペットが趣味。慰問会前日の練習でもトランペットを担当した。
慰問会の看板には達筆に「歓迎 音楽の天才古山先生」と書いたので、裕一から「大げさですよ」と言われたが、「これでも抑えめにしたくらいです」と返した。
敵襲で全滅した藤堂の部隊でただ1人生き残り、同じく生き残った裕一が混乱しながら「僕、（戦場の実態を）何も知りませんでした。ごめんなさい」と謝った時には、「知らなくていいこともあります」と穏やかに諭した。

### 長崎の人々
永田武（ながた たけし）
演 - 吉岡秀隆
長崎在住の医師。
原爆投下直後の長崎で被爆者の治療にあたり、自身も被爆の影響による白血病で寝たきりの状態になっている。
自身の著書である『長崎の鐘』の映画化が企画されたことをきっかけに、主題歌の作曲を依頼された裕一は彼の住居（如己堂）を訪れた。
戦時歌謡の作曲で多くの人々を戦いに駆り立てた自責の念に駆られる裕一に贖罪のために曲を作ってほしくないと訴え、ある問いを投げかけた。
医学博士である永井隆がモデル。ただし、実際には白血病は原爆以前からのフィルムを使用しないX線透視による被曝によるものであり、古関裕而と永井隆は直接面会していない。
永田ユリカ（ながた ゆりか）
演 - 中村ゆり
武の妹。原爆投下直後に武と共に被爆者の治療に当たっていた。
兄の武の言葉に悩む裕一を原爆投下直後の診療所跡に連れて行き武への返答を導き出した。

### ゲスト

#### 第1週
警備員
演 - 萩原聖人
東京オリンピックの警備員。長崎出身で、親兄弟親戚を全て亡くしたと語り、裕一の「長崎の鐘」で生きる希望を与えられたと感謝の意を述べる。
第118回で出演シーンが再度使用されている。
大会関係者
演 - 中山祐一朗
東京オリンピックの大会関係者。
達磨大作（たつま だいさく）
演 - 加藤満
政治家。東京オリンピックの開会式に向けて裕一に楽曲の制作を依頼する。
村野善治（むらの よしはる）
演 - 山本浩司
鉄男の父。魚屋「魚治」の店主。多額の借金を抱えており、魚の販売を鉄男に押し付け、売り上げが少なければ「全部売れるまで帰ってくんな!!」と手をあげている。さらに、腐りかけの魚を鉄男に売らせ、そのせいで彼は客から暴力を振るわれたことがある。商売の姿勢は三郎さえ「あいつはやる気がないから」と酷評している。
その後、一家全員で夜逃げを決行し、山奥の掘っ建て小屋で暮らしていたが、鉄男や妻の富紀子への暴力は止まらなかった。
典男は独立した後に一度戻ってきたが、小屋は取り壊されていた。その後の行方は不明。
産婆
演 - 稲川実代子
まさが裕一を出産した時の産婆。
新田（にった）先生
演 - 芹澤興人
裕一の小学校の担任。彼の吃音は「気合いが足りないからだ」と無茶苦茶な指導をし、体罰をくわえようとするが、藤堂先生に止められた。
立川敦司（たてかわ あつし）
演 - 岡部たかし
茂兵衛のお供。
太郎（たろう）
演 - 田村継
裕一の同級生。裕一をいじめる。
教頭
演 - 渡辺憲吉
先生
演 - 日比大介
アナウンサー
声 - 栗田晴行
米屋
演 - ニクまろ
教頭
演 - 大月秀幸
教師
演 - 藤木力
教師
演 - 菊地真之
客
演 - 髙木直子
上級生
演 - 佐藤優太郎
まさの知人
演 - 野口雅
ダンサー
演 - 末吉9太郎・春斗・綾介

#### 第2週
村野富紀子（むらの ふきこ）
演 - 延増静美
鉄男の母。夫から虐待を受けていた鉄男を不憫に思う様子はあったものの、気が弱い性格で夫には逆らえず、自ら身を呈して鉄男を庇う様子は見られなかった。
典男が家を出た後に鉄男の将来を思って小屋から出した。夫と同じくその後の行方は不明。
小岩井（こいわい）教頭
演 - 内藤トモヤ
音の学校の教頭。
熊谷（くまがい）先生
演 - 宇野祥平
音の担任で、戦前の多くの男性と同じく男尊女卑の思想が強い性格。しかし、音から「女の子も目立つ劇をやらせてください！」と言われ、生徒全員が彼女の味方になったことから多勢に無勢になり、認めざるを得なかった。
神崎良子（かんざき りょうこ）
演 - 田中理念
音の同級生。由緒ある家に生まれ、厳しい母に苦しむ。
神崎（かんざき）ます
演 - 篠原ゆき子
良子の母。
たえ
演 - 太田梨香子
音の同級生。
校医
演 - 真魚
音の学校の医務の教諭。音の父・安隆の事故を知らせに来た。
借金取り
演 - 棚橋真典、ナカムラチューヤ
職人
演 - 松浦慎一郎、小出水賢一郎、猪飼公一
音の同級生
演 - 横山芽生、竹内天音
簿記の先生
演 - 足立智充

#### 第3週
吉野福之助（よしの ふくのすけ）
演 - 田口浩正
京都の呉服屋。三郎に大きな取引を持ち掛け連帯保証人にして行方不明となる。
館林信雄（たてばやし のぶお）
演 - 川口覚
ハーモニカ倶楽部の会長。
ハーモニカ倶楽部員
演 - 石井貴就
通行人
演 - 谷本峰

#### 第4週
野島夏彦（のじま なつひこ）
演 - 坂口涼太郎
音のお見合い相手。見合いの時に「女は黙って男の後をついて来ればいい」と言い、音を怒らせ胸倉を掴まれてしまう。
野島春彦（のじま はるひこ）
演 - 長田成哉
夏彦の兄。元々は、吟が結婚相手として狙っていたが、間合いを見て音に惚れる。しかし、当の音には振られてしまう。
編集長
演 - 塚本幸男
福島日民新聞社の編集局長。
飲み屋の大将
演 - 小杉幸彦

#### 第5週
鶴亀寅吉（つるかめ とらきち）
演 - 古舘伊知郎
「ゆたか興行」の営業社員。関内家に身を寄せていた裕一を訪ね、演奏会の開催を持ちかける。しかし、最後は演奏会の興行利益を全て持ち逃げした。

#### 第6週
鏑木（関内）智彦の母
演 - 堀ひろこ
智彦と吟のお見合いに立ち会った。
不動産屋
演 - 湯浅浩史 

#### 第7週
牛島（うしじま）ゆたか
演 - 大河内浩
大御所作曲家。

#### 第8週
御園生新之助（みそのお しんのすけ）
演 - 橋本淳
慶応義塾大学の応援部団長。プライドが高い性格で早稲田大学応援部をバカにしている。
かつてのライバルの田中同様に第100回で再登場した。彼も子連れであった。
西條八十（さいじょう やそ）
演 - 鈴木信二 → 中野英樹（第17週、第18週）
作詞家。公募していた早稲田の新応援歌「紺碧の空」を選出した。
「比島決戦の歌」では陸軍の要求に従いその場で歌詞を自分の手で書き換えた。
戦後は戦犯者として連行されたと噂された（実在の西條も公職追放対象者として1952年の講和成立まで名簿に残されていた）。
清水誠二（しみず せいじ）
演 - 田邊和也
応援団長田中の旧制中学野球部時代の友人で、田中とキャッチボールをしている際に手術を伴う大ケガをした。
慶應義塾生
演 - 鈴木健斗、小山悠
慶応義塾大学の応援部団員。
アナウンサー
声 - 合田敏行

#### 第9週
堂林（どうばやし）
演 - 斉木しげる
鉄男が働く新聞社の社長。鉄男に娘の仁美との縁談を持ち上げる。
堂林仁美（どうばやし ひろみ）
演 - 春花
鉄男が働く新聞社社長の娘。

#### 第10週
山根（やまね）
演 - 花王おさむ
おでん屋の屋台の店主。上京して行くあてがない鉄男を拾い、下宿させおでん屋を手伝ってもらう。
高齢だったため、よく働いてくれる彼に屋台を継がせ郷へ帰って行った。
その屋台は鉄男が「暁に祈る」で作詞家として初めて成功したのを機に、店じまいした。
産婆
演 - 田尾きよみ
音が華を産んだ時の産婆。

#### 第11週
医師
演 - 長谷川公彦
客
演 - 牧村泉三郎
記者
演 - 橋本拓也

#### 第12週
利彦（としひこ）
演 - 関口アナン
嗣人の画家仲間。彼と同棲している環のことを「お前の奥さん」と冷やかしたり、里子を食事に誘ったりとお調子者な所がある。
友人
演 - 長尾卓磨、中村無可有
エマ
演 - カイラ・N
スーザン
演 - セファ・リナ
ピエール
演 - フローラン・ダバディ
終盤に登場。有名な画商で、新聞で嗣人を酷評した張本人だったが、ロンドン再公演で「蝶々夫人」を演じる環を描いた絵だけは絶賛し、譲ってくれと頼むが断られた。さらに、「これほどの絵を描けるならば、君にはまだ可能性がありそうだが?」と言うが彼に「もうこんな女性には二度と出会わない」と返され、残念がっていた。

#### 第13週
掛田寅男（かけた とらお）
演 - 掛布雅之
プロ野球チーム「大阪タイガース」（のちの阪神タイガース）の球団幹部。
裕一が作曲した球団歌「大阪タイガースの歌」をコロンブスレコードで一緒に訪れた社員と共に熱唱していた。
男性
演 - 岩田丸、浜田道彦
居酒屋の客。久志のオペラを聞いて、「引っこんでろ」「訳の分かんねぇ歌、酒がまずくなる」と怒った。
親子
演 - 藤田昌宏、土田諒
居酒屋の客。久志の歌を聞いて感動した。
居酒屋のおかみ
演 - 新野アコヤ
久志の歌を聞いて感動した。
佐藤玲子（さとう れいこ）
演 - 黒川芽以
久志の継母で、弥一の後妻。
義理の息子・久志と仲良くなるために色々努力をするがうまくいかず、実母・麻友を忘れられない久志に「玲子さん」と呼ばれるほどだった。
しかし、久志が実母の今を知り吹っ切れたことと、雨上がりに帰って来た時に優しく抱きしめたぬくもりから「はんぺん、まだありますか?お母さん」と言ってもらえた。
戦後に久志と再会した藤丸は、第98回で音に、「母親が随分前に亡くなった」と聞いたことを話している。
佐藤弥一（さとう やいち）
演 - 日向丈
久志の父で、県議会議員。
転校先の学校で息子がうまくやっているかどうか聞く良い父親だが、彼が玲子のことを「玲子さん」と呼ぶことには指摘した。
寛容な人物で、一人息子の久志が東京の音楽学校に進学すると言った時は、三郎以外からは猛反対を受けた裕一とは正反対に「頑張れよ」と応援した。
第74回では登場はしていないが、久志いわく高齢により体にガタがきているらしい。さらに、地域住民から「露営の歌」を痛烈に非難されたことで心労がたたり、戦後すぐに亡くなった。
幸代（さちよ）
演 - 池津祥子
佐藤家の女中。弥一が再婚するまでは久志の母親同然だったらしく、厳しく接しているが、実母からの手紙を隠すならここがいいと言ったり、彼女の今いる場所を教えるようせがまれた時は負けてしまうなど優しいところもある。
町人
演 - 安藤広郎
麻友を探しに来た久志に、麻友の家の場所を教えた。しかし実際は、麻友は既に引っ越してしまっていた。
町人
演 - 山野史人
麻友の実家の住所の家から現れた老人。麻友を探しに来た久志に、「麻友は随分前に引っ越した。どこに引っ越したかは知らない」と答えた。
麻友（まゆ）
演 - 深澤しほ
久志の実母で、弥一の前妻。久志が8歳の時に離婚し、実家に帰った。
寂しさから久志は、麻友の実家がある町で探し、見つけたため声を掛けようするが、すでに再婚しさらに出産していた。
麻友の夫
演 - 佐藤誠
麻友の再婚相手。
岡島敦（おかじま あつし）
演 - 徳永ゆうき
最終オーディションに残った内の1人。現職は駅員で「鉄道唱歌」を歌い、後奏で列車接近アナウンスの声真似を披露した。
林喜一（はやし きいち）
演 - 宮路オサム
最終オーディションに残った内の1人。実は73才で、書類審査に通るために年齢を50才も偽っていたが、歌はだけだなくダンスもうまく、元気よく「東京行進曲」を歌った。1人で寂しいらしい。
水川ながし（みずかわ ながし）
演 - 彩青
作中に出てきた最終オーディション参加者の中では唯一、三味線で「ソーラン節」を弾き語りした。
伴奏者
演 - 田ノ岡三郎
コロンブスレコードの新人歌手オーディションの伴奏者。
柴犬
演 - なな（ZOO動物プロ）
4年前から居酒屋の近くにいる柴犬。第20週にも再登場しているが当時と同じ犬での設定での登場かどうかは不明。

#### 第14週
記者
演 - 境浩一朗
梅と文子の対談の司会と質疑応答を務めた。
梅が豊橋に帰ると言ったり、文子が対談中に退出しようとしたりと、2人に終始振り回された。
カメラマン
演 - 竹内雅人
梅と文子の対談のカメラマンを務めた。
記者
演 - 祖父江進、加山到、下込佳介、峯村淳二、新晟聡
「第十六回分藝ノ友新人賞授賞式」の記者。

#### 第15週
武田（たけだ）少佐
演 - 斎藤歩
智彦の上司で馬政課に所属。鉄男の詩が映画『暁に祈る』の主題歌にふさわしいどうかを決める役目を負う。
帰還兵・白石（しらいし）
演 - 兼松若人
鉄男のおでん屋の客。右腕にケガを負っている。
客・黒田との一触即発後、戦場が如何なる所か鉄男に語った。
黒田（くろだ）
演 - 瀬口寛之
鉄男のおでん屋の客。客・赤松と共に号外の内容に嬉々している所を白石に水を射され詰め寄るが、鉄男に止められ「飲み過ぎだよ」と注意された。
赤松（あかまつ）
演 - 足立学
鉄男のおでん屋の客。黒田と白石の小競り合いの後、代わりに勘定し黒田を宥めながら店を出た。
団子屋
演 - 佐藤伸之
人気の団子屋の主人。喫茶「バンブー」の客。恵が描いたポスターと彼女の話術で音楽教室に興味を示し、ポスターを店先に貼ってもらうことになった。これが功を奏し、生徒は弘哉を含め5人となった。
松田（まつだ）大佐
演 - 野添義弘
映画『暁に祈る』の主題歌の作曲を小山田に切望した。
主婦
演 - 山口智恵、有川加南子
まさの知人。まさの家を訪ねた。久志と会い、感激していた。久志が歌う「露営の歌」が大好きでレコードも買ったという。
丸井達雄（まるい たつお）
演 - 森本のぶ
終盤に登場。
日本放送協会の職員。裕一にニュース歌謡の作曲を依頼する。

#### 第16週
神林康子（かんばやし やすこ）
演 - 円城寺あや
音楽挺身隊の顧問。「音楽は軍需品」との考えがあり、音楽挺身隊への参加目的を「笑顔になってもらうため」と考える音に「非国民は必要ない」と言った。
蓮沼タツエ（はすぬま たつえ）
演 - 河井青葉
音楽挺身隊のリーダー。音の工員達と歌う合唱曲の選曲に感心した。
森脇（もりわき）
演 - 大塚ヒロタ
編集者。家族が特高に目をつけられている梅に、しばらくは作品を持ち込まないようにと頼む。
軍人
演 - 多田無情
放送局員
演 - 宇梶速人
特高
演 - 杉本凌士、大塩ゴウ
クリスチャンでも特殊な宗派の関内家を監視対象として常に監視していた。
工員
演 - 西野大作
音楽挺身隊の合唱を聞き、久しぶりに楽しい気持ちになれたと感謝した。
役場職員
演 - 渡部遼介
兵事係の職員。古山家を訪ね、裕一に召集令状を渡す。

#### 第17週
濱名（はまな）中佐
演 - 谷田歩
土浦海軍航空隊 の副長。「若鷲の歌」の選曲に部下達は裕一が最初に書いた長調の曲を選ぶが「これは予科練生が歌う歌だ」として、改めて生徒達に投票させる。
風間（かざま）寛大
演 - 杉田雷麟
予科練習生の一人。予科練に入ったことで、自分の着ている服が綺麗なのは、母親が毎日冷たい水で洗ってくれていたからと理解する。
柿澤セツ（かきざわ せつ）
演 - 梅沢昌代
関内家と同じ宗派の信徒代表。五郎が兵役を免除されていることに嫌味を言った。
瓜田（うりた）
演 - 柴田浩味
関内家と同じ宗派の信徒。自分の宗派が厳しく監視されるようになったため、これからの対応について他の信徒と話しあっていた。
梨本（なしもと）
演 - 針原滋
関内家と同じ宗派の信徒。自分の宗派が厳しく監視されるようになったため、これからの対応について他の信徒と話しあっていた。
司祭
演 - 石坂史朗
関内家と同じ宗派の司祭。自分の宗派が厳しく監視されるようになったため、これからの対応について他の信徒と話しあっていた。
山崎（やまざき）
演 - 奥田達士
報国音楽協会の担当者。
伴坂（はんざか）
演 - もろいくや
勝利蓄音機（ビクトリーレコード）担当者。
三田村（みたむら）
演 - 宮森右京
予科練の班長。
予科練の教官
演 - 高山陽平
歌手
演 - 糸数黎音
男の子たち
演 - 岩間柊音ほか
古山家を訪ねた男の子たち。学校の行事として『決戦の大空へ』を見たことを裕一に話し、「感動した」「かっこよかった」などと感想を言い合い、最後に裕一に「すばらしい曲を作って頂きありがとうございます!」と言ってから敬礼し、帰って行った。

#### 第18週
磯村（いそむら）中佐
演 - 平野貴大
裕一の慰問先の軍の司令部参謀。裕一の慰問を許可した。
陸軍
演 - 野仲イサオ、河野安郎
「比島決戦の歌」の作詞者である西條八十に、歌詞にニミッツとマッカーサーの名前を入れるように要求する。
店主
演 - 松原正隆
闇市で池田にスープをふるまう。

#### 第19週
医師
演 - 池浪玄八
岩城が余命わずかであることを光子に伝えた。
面接官
演 - 筒井巧
智彦の面接官。元軍人というプライドから職場環境と仕事内容に逆上した智彦に「ラーメン一杯作ることだって大変なんだよ。あんたにこれ作れんのか?」と吐いた。
闇市の客
演 - 金森規郎、山形啓将、金森洪太
智彦に因縁をつけて殴った。
警察官
演 - 市村亮
闇市で浮浪児の刈り込みをしていた。
ケン一派の孤児たち
演 - 城戸俊嶺、城戸晴慶、東海林忠輝、豊田温大、町田絢
ハギンス
演 - チャールズ・グラバー
CIE（民間情報教育局）関係者で、アメリカから来日している神父。「鐘の鳴る丘」の内容に感心を持ったが、制作の打ち合わせで池田に1回15分のドラマを作るように求める。
アナウンサー
演 - 村井美和
連続放送劇『鐘の鳴る丘』でナレーションを務めた。
長崎の子ども
演 - 宮岸泰成、斎藤汰鷹
長崎で被爆した子ども。鐘を掘り起こすのを手伝い、教会の庭に花を植えた。その後、裕一が作曲した「長崎の鐘」を家の縁側で聴いていた。
松川（まつかわ）
演 - 木原勝利
終盤に登場。
智彦の陸人時代の同期。親が大きな貿易会社を経営している。
ラーメン屋で再会した智彦に新しい部署を作るから任せたいと誘った。
智彦は松川が自分を誘った理由を聞いた瞬間、怒りを感じていた。

#### 第20週
犬井（いぬい）
演 - 津田健次郎
久志のマージャン仲間。対局中に久志を訪ねた裕一を怒鳴った。また鉄男が久志の胸倉をつかんだ際に現れ鉄男を止めている。
中村（なかむら）
演 - 佐野元哉
久志のマージャン仲間。
関（せき）
演 - 中松俊哉
久志のマージャン仲間。路上の段差で寝ているところを裕一に起こされ久志の行先を聞かれていた。
齋藤（さいとう）
演 - 遠山俊也
全国高等野球選手権大会・公募歌詞選考会の審査員。早稲田大学の出身。
富田（とみた）
演 - 中村靖日
全国高等野球選手権大会・公募歌詞選考会の審査員。裕一との顔合わせの際に「大阪タイガースの歌」のさわりを歌っていた。
幡ヶ谷（はたがや）
演 - 信太昌之
朝一新聞社の大倉の上司。
多田良介（ただ りょうすけ）
演 - 寺内崇幸
「栄冠は君に輝く」の作詞者。
松葉杖をついて野球観戦に来ていた。
球場職員
演 - かみじょうたけし
甲子園球場の職員。
球場を訪問した裕一と大倉に付き添っていた。
審査員
演 - 原田文明
全国高等野球選手権大会・公募歌詞選考会の審査員。裕一が「『栄冠は君に輝く』がいい」と言ったのに対し、「いい題名ですよね」と答えた。
弔問客
演 - たんじだいご、岩瀬晶子、佐藤誠純
久志の父、弥一の告別式に参列し、戦争の歌を歌う久志を戦犯みたいなものと話し、弥一もそのことで心労がたたった、と話していた。久志は偶然にもその会話を聞いていた。
男性
演 - 三元雅芸、山本佑樹
暖をとるために『曉に祈る』のポスターを破いて燃やしていた。久志はそれを見ていた。

#### 第21週
飯塚佐代（いいづか さよ）
演 - 黒川智花
孤児院「聖マリア園」のシスター。吟とケンが世話になっている。
クリスマス慈善音楽会の準備と進行、ピアノ演奏をしていた。
第117回で華とアキラの結婚式にも立ち会っていた。
駒込英治（こまごめ えいじ）
演 - 橋本じゅん
オペラ『ラ・ボエーム』の演出家。
池田が「調子のいい奴」と評していて、脇坂常務のツルの一言にすぐに従っていた。
脇坂（わきさか）常務
演 - 橋爪淳
『ラ・ボエーム』の公演を企画した会社の常務。「古山裕一氏の奥さん」である音を話題と宣伝になるからとミミ役に起用する。
伊藤幸造（いとう こうぞう）
演 - 海宝直人
『ラ・ボエーム』のロドルフォ役。相手役の音に熱心にアドバイスをするが、音に気を遣う駒込に度々止められた。
八田武（はった たけし）
演 - 田中俊太郎
『ラ・ボエーム』のマルチェッロ役。
俳優
演 - 竹廣隼人
『ラ・ボエーム』のショナール役。
俳優
演 - 古田伊吹
『ラ・ボエーム』のコッリーネ役。
案内係
演 - 奥村アキラ
オーディションの案内係。
審査員 / 指揮者
演 - 工藤俊幸
オーディションの審査員。
伴奏者
演 - 岩倉彩子
オーディションの伴奏者。

#### 第22週
佐久間（さくま）校長
演 - おかやまはじめ
福島三羽ガラスの母校、福島信夫小学校の校長。
「湯の町エレジー」がお気に入りであったこともあり、鉄男に校歌お披露目会での講演を依頼した。
盛田（もりた）先生
演 - 尾関伸次
福島信夫小学校の先生。校歌お披露目会の進行を担当。
音楽教師
演 - 山口綾規
福島信夫小学校の音楽教師。校歌お披露目会で校歌の伴奏を担当した。
見合い相手
演 - 佐生雪
浩二のお見合い相手。浩二に今まで独身だった理由を聞いていた。
仲居
演 - 大浦千佳
浩二のお見合いが行われた料理店の仲居。偶然にも福島産のりんごを持ってきた。
客
演 - 松坂龍
「理容室・三上」の客。
農夫
演 - 仲義代
まき子が東京へ行くことについて畠山と話していた。浩二とまき子の結婚式にも参列している。
農夫たち
演 - 植村喜八郎、荒川大三朗
まき子が東京へ行くことについて畠山と話していた。
参列者
演 - 小沼朝生
浩二とまき子の結婚式の司会者。

#### 第23週
松宮和俊（まつみや かずとし）
演 - 名取幸政
華の務める病院の入院患者。
松宮チエ（まつみや チエ）
演 - 山口果林
和俊の妻。付き添いで看病している。華とアキラが結ばれることを願っている。
後宮春樹（あとみや はるき）役
演 - 三木眞一郎
ラジオドラマ『君の名は』の春樹役。
氏家真知子（うじいえ まちこ）役
演 - 恒松あゆみ
ラジオドラマ『君の名は』の真知子役。
楽士（ヴァイオリン奏者）役
演 - 渡邊達徳
ラジオドラマ『君の名は』の楽士役。
アナウンサー
演 - 尾田木美衣
ラジオドラマ『君の名は』のアナウンサー。
榎木美代子（えのき みよこ）
演 - 佐藤玲
華の同僚の看護婦。恋人にプロポーズされ病院を退職することを華に話す。
第117回の華とアキラの結婚式にも出席していた。結婚相手らしき男性が横に付いていたが、姓名は病院勤務時のままであった。
院長
演 - 谷川昭一朗
華の務める伊月総合病院の院長。華にアキラの担当を任命する。アキラは自分の同級生の孫。
第117回で華とアキラの結婚式に出席していた。
外科医・城畑
演 - 本多力
華がバーで出会ったアメリカ帰りの外科医。華の好みではなかったが、リハビリテーションの話は華の仕事にやりがいを与えた。
広松寛治（ひろまつ かんじ）
演 -  松本大輝
作曲家志望の青年。ラジオから流れるのど自慢の「イヨマンテの夜」に足を止める。
後に裕一の別荘を訪ね、第一線を退いている裕一に作曲をしない理由を聞き、第一線への復帰を懇願した。
秘書
演 - 芳野友美
池田の秘書。裕一を池田の部屋に招く。
男A
演 - 三濃川陽介
華がバーで出会った男。出会ってすぐに手を握って告白したために、華はお酒をふき出してしまった。
男B
演 - 宇田川宰
華がバーで出会った男。手鏡ばかり見ていていたために、華にじんましんが出てしまった。
男C
演 - 松田隼太
華がバーで出会った男。見た目はよかったがマザコンだったため説教されてしまった。
医師
演 - 白畑真逸
裕一の診療をした医師。彼が胃潰瘍であったことを音と華に伝える。

#### 最終週
酒井（さかい）
演 - 今野浩喜
裕一に東京オリンピックのオープニング曲を依頼しに来た政府の役人。
裕一の起用に難色を示す上司の鈴木に「長崎の鐘」を聞くように促した。
鈴木（すずき）
演 - 菅原永二
酒井の上司。裕一の起用に難色を示す。
根来（ねごろ）
演 - Kaito
アキラが所属するロカビリーバンドのドラム。
華とアキラの結婚式で、演奏前にスピーチをしていた。
アキラの父
演 - 春山清治
アキラと華の結婚式に出席していた。
アキラの母
演 - 兼平由佳理
アキラと華の結婚式に出席していた。
カスガ
演 - Suke
アキラが所属するロカビリーバンドのベース。
シンスケ
演 - Kenji
アキラが所属するロカビリーバンドのギター。
霧島裕太（きりしま ゆうた）
演 - 安達聖真（幼少期：塚尾桜雅）
華とアキラの長男で、裕一達の初孫。祖父の裕一が東京オリンピックの行進曲の作曲を依頼された時には生まれていて、少なくとも高校進学までは成長している。
霧島杏（きりしま あん）
演 - 田中悠愛
華とアキラの長女で裕太の妹。東京オリンピック開催時には生まれていた。

## スタッフ
- 原作（第1 - 6週）・原案（第7週以降） - 林宏司[23]
- 作 - 清水友佳子、嶋田うれ葉、吉田照幸[注 3]
- 脚本協力（第5週） / 取材（第2週） - 三谷昌登
- 制作統括 - 土屋勝裕
- 音楽 - 瀬川英史[112]
- 主題歌 - GReeeeN「星影のエール」[1]（ZEN MUSIC/ユニバーサルミュージック）
- 語り - 津田健次郎[19]
- 解説放送（副音声） - 山崎健太郎[注 35]
- 朝ドラおじさん（土曜日『エール第〇週』=「朝ドラ1週間<総集編>」ナビゲーター・ナレーション） - 日村勇紀（バナナマン）[注 36]
- プロデューサー - 小西千栄子、土居美希、宮本えり子、小林泰子
- 演出 - 吉田照幸、松園武大、橋爪紳一朗、野口雄大[注 4]、鹿島悠、倉崎憲
- 演出部 - 丸山文正、安倉大輔、谷口尊洋、小林直、高橋優香子、安倍孝明、萬代健士、宮崎龍太、飯島史織、渡邊和音、望月彩加、笹々瀬寛大、小林立依、榎本、松村珠子、佐藤里帆
- 制作部 - 服部公一、石井仁朗、永井忍、豊田周平、吉岡万穂、高橋浩一郎、山田修
- 広報P - 土居美希、川口俊介
- 音楽 - 大久保篤、福山菊雄、高木啓江、畑山相子、上原子貴哉、尾崎雪絵、高橋真紀子
- AP -  山本智美、平野詩歩
- 放送事務 - 小林麻里也
- 編集 - 木村悦子
- 記録 - 西岡智子、松本月
- VFX - 大谷直哉
- ポスプロ - 杉田和美、志村星来
- キャスティング - おおずさわこ
- リサーチ - 三谷昌登、安藤智美、峰尾賢人
- 時代考証 - 大森洋平
- 美術統括 - 小澤直行
- 美術 - 日高一平、岩倉陽子、荒川靖彦、山畑勝哉、南佑依、小泉章一、小島規子、佐久間ゆかり
- 音響統括 - 山田正幸
- 音響デザイン - 井上直美
- MAオペレーター - 黒須友貴
- 音楽録音 - 高橋清貴、森山芳晴
- 番組広報 - 五十君康司、河合久美子、保倉聡子
- 広報制作 - 新里和成、櫻井聡史
- PR制作 - 水の江友丈
- ポスター - 屋仁美、高田誠也
- ホームページ - 大島正彦
- 広報展示 - 戸田葵、白井万貴弥
- 編成リソース - 石井哲也
- タイトルバック - 高野善政
- タイトルロゴ - 佐々木俊
- 美術進行 - 栗原誠、櫻田健太、相川祐樹
- 装置進行 - 山田基納、北林一
- 大道具 - 田中友晴、山尾淳、仙波正日呂、田中巴夏、宮原陽介、土本宏輔
- 建具 - 白岩竹雄
- 造園 - 絹笠信裕、河口雪香
- 特殊効果 - 石田勇人
- 小道具装飾 - 岡田英樹、大角啓太郎、白鳥泰司、久次米美穂、齋藤綾乃、中村華月、加藤登、中村陽子、野田勝彦、林和郎
- 電飾 - 三澤靖明
- 生花 - 落合生嗣、神崎あゆみ
- 消え物 - 新山さゆり
- ミニチュア -  川崎健一、小野真由、松島広道
- 衣装 - 澤谷良、沖田正次、渡邊洋之介、佐藤星、野村真未
- メーク - 宮城涼子、倉本由美、小久保明、谷村千恵美
- 結髪 - 弓削田倫全
- 持ち道具 - 蛇平あかね、志田尚二
- 履物 - 山口憲一
- 車両 - 中村俊介、大藪義明
- 振付 - 夏まゆみ
- キリスト教考証 - 西原廉太
- 制作・著作 - NHK

（『連続テレビ小説 エール メモリアルブック』参照）

## オープニング
裕一と音が森、海岸、教会で戯れるシーンが描かれている。それぞれ水林自然林（福島市）、伊古部海岸（愛知県豊橋市）、福島聖ステパノ教会（福島市）で撮影された。月曜日は90秒バージョン、火曜日から金曜日は60秒バージョンであるが、第65回、第75回、第97回は物語の節目の回だったので、90秒バージョンになっている。逆に第116回では60秒バージョンとなった。第1回はエンディングとして使用された。しかし、三郎が亡くなった第55回、特別編である第12週のうち第58回以外、戦争のため裕一と音の身近な人物が次々に死亡するなど重苦しい内容の第88回〜第91回、「長崎の鐘」が完成した第95回、音がクリスマス慈善音楽会で「蒼き空へ」を歌った第105回、実質的にドラマのラストとなった第119回はOPがカットされた。但し第119回ではエンディングに主題歌「星影のエール」がBGMとして流れた。
出だしは指揮者が前奏に合わせて指揮棒を振り、タイトルロゴが出てくる。歌い出しで裕一と音がそれぞれ森林浴をし、再び裕一が指揮棒を振ると、その時の放送内容の時代の光景が細切れの数々の写真画像として背景に映し出される。サビでは彼らが海岸を手を繋いで走り、その後、裕一に続き音が棒で砂に譜面を描き、その上に裕一は仰向けに音は彼に寄り添うように寝転ぶ（60秒バージョンはここまで）。90秒バージョンはこの後、メトロノームがリズムを刻むとともに様々な光景がバックによぎる。教会で裕一のオルガンの演奏を音がはじめは長椅子で聞き、次に裕一のそばに立ち二人は微笑みあう。そして、教会の鐘が鳴り響き二人は並んでそこを出て行くものになっている。

## エンディング
「福をここから」「愛をここから」と題して、視聴者から送られた魅力あふれる写真を紹介している。前者は裕一の出身地である福島県、後者は音の出身地である愛知県の写真をそれぞれ綴っている。10月26日放送の第96回からは「福&愛をここから」と題し、全国を対象とした写真に範囲を広げた。第99回では主題歌を担当したGReeeeNの写真が紹介された。

## 放送日程
当初は2020年9月25日 （最終週の振り返りも含めると9月26日）に最終回の予定であったが、新型コロナウイルスの影響による収録休止に伴って、6月29日から9月11日まで放送を休止し、全130回（26週）から全120回（24週）へ短縮された。 
9月8日、26週で全130回の予定だった放送回数を24週で全120回にすることを発表。最終回は11月28日となる。最終回が9月または10月・3月または4月にならないのは連続テレビ小説史上初である。
| 週                                                                        | 回        | 放送日              | サブタイトル               | 作                  | 演出                       | 週平均視聴率 |
| ------------------------------------------------------------------------- | --------- | ------------------- | -------------------------- | ------------------- | -------------------------- | ------------ |
| 1                                                                         | 01 - 05   | 3月30日 - 4月03日   | 初めてのエール             | なし                | 吉田照幸                   | 19.5%        |
| 2                                                                         | 06 - 010  | 4月06日 - 4月10日   | 運命のかぐや姫             | なし                | 吉田照幸 松園武大          | 19.9%        |
| 3                                                                         | 011 - 015 | 4月13日 - 4月17日   | いばらの道                 | なし                | 吉田照幸                   | 19.7%        |
| 4                                                                         | 016 - 020 | 4月20日 - 4月24日   | 君はるか                   | 吉田照幸            | 松園武大                   | 20.5%        |
| 5                                                                         | 021 - 025 | 4月27日 - 5月01日   | 愛の狂騒曲                 | 吉田照幸            | 吉田照幸                   | 20.8%        |
| 6                                                                         | 026 - 030 | 5月04日 - 5月08日   | ふたりの決意               | 吉田照幸            | 松園武大                   | 20.4%        |
| 7                                                                         | 031 - 035 | 5月11日 - 5月15日   | 夢の新婚生活               | 清水友佳子          | 橋爪紳一朗                 | 21.2%        |
| 8                                                                         | 036 - 040 | 5月18日 - 5月22日   | 紺碧の空                   | 吉田照幸            | 野口雄大                   | 21.8%        |
| 9                                                                         | 041 - 045 | 5月25日 - 5月29日   | 東京恋物語                 | 清水友佳子          | 橋爪紳一朗                 | 21.3%        |
| 10                                                                        | 046 - 050 | 6月01日 - 6月05日   | 響きあう夢                 | 清水友佳子          | 吉田照幸                   | 21.2%        |
| 11                                                                        | 051 - 055 | 6月08日 - 6月12日   | 家族のうた                 | 嶋田うれ葉          | 松園武大                   | 21.2%        |
| 12                                                                        | 056 - 057 | 6月15日 - 6月16日   | 父、帰る 前編・後編        | 吉田照幸            | 吉田照幸                   | 20.3%        |
| 12                                                                        | 058       | 6月17日             | 古本屋の恋                 | 吉田照幸            | 吉田照幸                   | 20.3%        |
| 12                                                                        | 059 - 060 | 6月18日 - 6月19日   | 環のパリの物語 前編・後編  | 吉田照幸            | 吉田照幸                   | 20.3%        |
| 13                                                                        | 061 - 065 | 6月22日 - 6月26日   | スター発掘オーディション！ | 嶋田うれ葉          | 野口雄大                   | 20.5%        |
| 放送休止（6月29日 - 9月11日）                                             |           |                     |                            |                     |                            |              |
| 14                                                                        | 066 - 070 | 9月14日 - 9月18日   | 弟子がやって来た！         | 嶋田うれ葉          | 松園武大                   | 18.8%        |
| 15                                                                        | 071 - 075 | 9月21日 - 9月25日   | 先生のうた                 | 清水友佳子          | 鹿島悠                     | 19.0%        |
| 16                                                                        | 075 - 080 | 9月28日 - 10月02日  | 不協和音                   | 清水友佳子          | 橋爪紳一郎                 | 18.7%        |
| 17                                                                        | 081 - 085 | 10月05日 - 10月09日 | 歌の力                     | 吉田照幸            | 橋爪紳一郎 鹿島悠          | 19.1%        |
| 18                                                                        | 086 - 090 | 10月12日 - 10月16日 | 戦場の歌                   | 吉田照幸            | 吉田照幸                   | 19.1%        |
| 19                                                                        | 091 - 093 | 10月19日 - 10月21日 | 鐘よ響け                   | 吉田照幸            | 吉田照幸                   | 19.3%        |
| 19                                                                        | 094 - 095 | 10月22日 - 10月23日 | 鐘よ響け                   | 嶋田うれ葉 吉田照幸 | 吉田照幸                   | 19.3%        |
| 20                                                                        | 0 96      | 10月26日            | 栄冠は君に輝く             | 清水友佳子 吉田照幸 | 倉崎憲                     | 19.7%        |
| 20                                                                        | 097 - 100 | 10月27日 - 10月30日 | 栄冠は君に輝く             | 清水友佳子          | 倉崎憲                     | 19.7%        |
| 21                                                                        | 101 - 105 | 11月02日 - 11月06日 | 夢のつづきに               | 清水友佳子          | 橋爪紳一郎 小林直毅        | 19.6%        |
| 22                                                                        | 106 - 108 | 11月09日 - 11月11日 | ふるさとに響く歌           | 清水友佳子          | 松園武大 丸山文正          | 19.5%        |
| 22                                                                        | 109 - 110 | 11月12日 - 11月13日 | ふるさとに響く歌           | 嶋田うれ葉          | 松園武大 丸山文正          | 19.5%        |
| 23                                                                        | 111 - 115 | 11月16日 - 11月20日 | 恋のメロディ               | 吉田照幸            | 吉田照幸 安食大輔 谷口尊洋 | 19.8%        |
| 24                                                                        | 116 - 120 | 11月23日 - 11月27日 | エール                     | 吉田照幸            | 吉田照幸                   | 20.7%        |
| 期間平均視聴率：20.1%（ビデオリサーチ調べ、関東地区・世帯・リアルタイム） |           |                     |                            |                     |                            |              |

### 放送休止に伴う措置
新型コロナウイルスの影響による収録休止に伴い、6月26日放送分（第13週・第65回）をもって放送を一時中断。6月29日から9月11日までの放送休止期間には、第1回から第65回の放送分を再放送した。再放送の解説放送（副音声）は「スペシャルバージョン」として、出演者が「ドラマの役」として週替りで担当。一般的なキャストによる対談・座談会形式のオーディオコメンタリーとは異なり、役の個性や方言など話し方の特徴、登場人物との関係性を反映させ、時に役の心境を代弁し登場人物やナレーションにツッコミを入れるなど、副音声解説本来の補足説明にオーディオコメンタリー要素も加えたものとなった。
再放送は土曜日も含めた週6回分での放送（よって、土曜日の『朝ドラ1週間・エール〇週』のハイライト放送はこの期間休止）となり、BSプレミアムでは1週間の再放送の時間枠を9時45分 - 11時15分に延長、臨時に土曜深夜23時台にも土曜放送分の再放送枠を設けた。日曜のNHK総合11時台の1週間ハイライト（再々放送）も7月5日から9月6日まで、『岩合光昭の世界ネコ歩きmini』に差し替えとなった（1週間ハイライト再々放送の後続の時間帯に放送される関連ミニ番組『エール 古関裕而の応援歌』についても7月5日から9月6日まで休止となり『もういちど、日本』に差し替えられた）。
9月14日からの放送再開に先立ち、9月12日には特番『いよいよ来週から！連続テレビ小説「エール」再開SP』を放送。
| 再放送週 | 再放送日          | 週 | 回      | サブタイトル              | 解説放送キャスト         |
| -------- | ----------------- | -- | ------- | ------------------------- | ------------------------ |
| 1        | 6月29日 - 7月04日 | 1  | 01 - 05 | 初めてのエール            | 佐藤久志（山崎育三郎）   |
| 1        | 6月29日 - 7月04日 | 2  | 6       | 運命のかぐや姫            | 佐藤久志（山崎育三郎）   |
| 2        | 7月06日 - 7月11日 | 2  | 07 - 10 | 運命のかぐや姫            | 関内吟（松井玲奈）       |
| 2        | 7月06日 - 7月11日 | 3  | 11 - 12 | いばらの道                | 関内吟（松井玲奈）       |
| 3        | 7月13日 - 7月18日 | 3  | 13 - 15 | いばらの道                | 藤堂清晴（森山直太朗）   |
| 3        | 7月13日 - 7月18日 | 4  | 16 - 18 | 君はるか                  | 藤堂清晴（森山直太朗）   |
| 4        | 7月20日 - 7月25日 | 4  | 19 - 20 | 君はるか                  | 御手洗清太郎（古川雄大） |
| 4        | 7月20日 - 7月25日 | 5  | 21 - 24 | 愛の狂騒曲                | 御手洗清太郎（古川雄大） |
| 5        | 7月27日 - 8月01日 | 5  | 25      | 愛の狂騒曲                | 村野鉄男（中村蒼）       |
| 5        | 7月27日 - 8月01日 | 6  | 26 - 30 | ふたりの決意              | 村野鉄男（中村蒼）       |
| 6        | 8月03日 - 8月08日 | 7  | 31 - 35 | 夢の新婚生活              | 梶取保（野間口徹）       |
| 6        | 8月03日 - 8月08日 | 8  | 36      | 紺碧の空                  | 梶取保（野間口徹）       |
| 7        | 8月10日 - 8月15日 | 8  | 37 - 40 | 紺碧の空                  | 古山まさ（菊池桃子）     |
| 7        | 8月10日 - 8月15日 | 9  | 41 - 42 | 東京恋物語                | 古山まさ（菊池桃子）     |
| 8        | 8月17日 - 8月22日 | 9  | 43 - 45 | 東京恋物語                | 関内梅（森七菜）         |
| 8        | 8月17日 - 8月22日 | 10 | 46 - 48 | 響きあう夢                | 関内梅（森七菜）         |
| 9        | 8月24日 - 8月29日 | 10 | 49 - 50 | 響きあう夢                | 菊池昌子（堀内敬子）     |
| 9        | 8月24日 - 8月29日 | 11 | 51 - 54 | 家族のうた                | 菊池昌子（堀内敬子）     |
| 10       | 8月31日 - 9月05日 | 11 | 55      | 家族のうた                | 梶取恵（仲里依紗）       |
| 10       | 8月31日 - 9月05日 | 12 | 56 - 60 | アナザーストーリー        | 梶取恵（仲里依紗）       |
| 11       | 9月07日 - 9月11日 | 13 | 61 - 65 | スター発掘オーディション! | 落合吾郎（相島一之）     |

### 視聴者の反響による特別再放送
裕一が戦争の真実を知るシーンが大きな反響を呼び、第18週「戦場の歌」が10月25日2時35分 - 3時50分（24日深夜）に再放送された。

### 前述の長期休止以外での放送休止・日時変更
| 当初の放送予定日 （内容）                            | 休止・日時変更の理由 | 振替放送日時                                                                                |
| ---------------------------------------------------- | --- | ------------------------------------------------------------------------------------------- |
| 4月5日（NHK総合） 第1週ダイジェスト再々放送          | 『新型コロナ生活情報』 （11:00 - 11:20）                                                                                         | 振替なし                                                                                    |
| 4月7日（NHK総合） 第2週・第7回 （12:45からの再放送） | 国会中継 第201回国会・衆議院議院運営委員会 新型コロナ緊急事態宣言発令事前説明 （12:00 - 14:10） （参議院含め特設ニュースに内包） | 4月8日・2回連続放送 （第7回：12:45 - 13:00、第8回：13:00 - 13:15）                          |
| 4月12日（NHK総合） 第2週ダイジェスト再々放送         | 『新型コロナ生活情報』 （10:55 - 11:15） （関東地方のみ）                                                                        | 振替なし 関東地方以外は渋谷からの裏送りで通常通り放送                                       |
| 4月19日（NHK総合） 第3週ダイジェスト再々放送         | 『日曜討論』放送時間拡大 （9:00 - 10:20）                                                                                        | 振替なし                                                                                    |
| 5月3日（NHK総合） 第5週ダイジェスト再々放送          | 『日曜討論』放送時間拡大 （9:00 - 10:25）                                                                                        | 10分繰り下げ（11時10分 - 11時25分）。                                                       |
| 8月6日（NHK総合） 第34回再放送・朝枠                 | 『広島平和記念式典』中継 （8:00 - 8:37・中国地方では - 8:52）                                                                    | 中国地方は7:45 - 8:00に渋谷からの裏送りで先行放送 その他の地域では8:37 - 8:52に繰り下げ放送 |
| 9月20日（NHK総合） 第14週ダイジェスト再々放送        | 『日曜討論』放送時間拡大 （9:00 - 10:10）                                                                                        | 5分繰り下げ （11:05 - 11:20）                                                               |
| 11月8日（NHK総合） 第21週ダイジェスト再々放送        | 『NHKニュース7』「立皇嗣の礼」特設ニュース （10:55 - 11:20・19時の本放送とは別に放送）                                           | 振替なし                                                                                    |

### 特別編
- 第12週（6月15日 - 19日、56 - 60回）は、「アナザーストーリー」としてオムニバス形式の3編のストーリーで構成されている[149]。
  - 父、帰る（15・16日、56・57回）
  - 古本屋の恋（17日、58回）
  - 環のパリの物語（18・19日、59・60回）

### 最終週（第24週）について
- 最終週（第24週）（11月23日 - 28日）は、以下のような放送構成となっている。
  - 11月23日 - 26日（116 - 119回）…ドラマ
  - 11月27日（120回）…NHKホールからキャスト総出演で、古関裕而の名曲ライブ。※下記別表参照、10月22日収録。
  - 11月28日（29日再々放送）…『朝ドラ1週間・エール最終週（ウィークリーダイジェスト）』（出演：日村勇紀、窪田正孝、二階堂ふみ）

| 曲目                                                                         | 歌（役名）                                                |
| 司会：古山裕一                                                               | 司会：古山裕一                                            |
| ---------------------------------------------------------------------------- | --------------------------------------------------------- |
| 「とんがり帽子」                                                             | 御手洗清太郎、藤丸、夏目千鶴子、幼少期を演じた子役たち(※) |
| 「モスラの歌」                                                               | 藤丸、夏目千鶴子                                          |
| 「福島行進曲」                                                               | 御手洗清太郎                                              |
| 「船頭可愛いや」                                                             | 佐藤久志、ギター / 村野鉄男                               |
| 「フランチェスカの鐘」                                                       | 藤堂昌子                                                  |
| 「イヨマンテの夜」                                                           | 岩城新平                                                  |
| 「高原列車は行く」                                                           | 関内光子                                                  |
| 「栄冠は君に輝く」                                                           | 藤堂清晴、佐藤久志                                        |
| 「長崎の鐘」                                                                 | 指揮 / 古山裕一、古山音ほかオールキャスト                 |
| その他の出演：古山浩二、関内吟（「高原列車は行く」「栄冠は君に輝く」曲振り） |                                                           |

(※)幼少期を演じた子役たち：古山裕一、関内音、村野鉄男、佐藤久志、関内吟、関内梅、古山華（幼少期）、村野典男、とみ、梅根弘哉（幼少期）、ケン、佐智子（幼少期）、シズ子（幼少期）
（注）梅根弘哉、佐智子、シズ子は音の音楽教室の生徒

### BSプレミアム
本作から、BSプレミアムでの再放送の開始時刻が、23時30分から23時と30分繰り上げられ、2016年後期『べっぴんさん』以前の時間帯に戻った。

### 総集編
前半放送後に前編のみの総集編放送はされることはなく、全編放映後一挙に前編・後編が放送された。
- BS4K
  - （前編）12月28日（月）09時45分 - 11時08分
  - （後編）12月28日（月）11時08分 - 12時36分
- BSプレミアム
  - （前編）12月29日（火）07時30分 - 08時53分
  - （後編）12月30日（水）07時30分 - 08時58分
- NHK総合
  - （前編）12月31日（木）14時 - 15時23分
  - （後編）12月31日（木）15時28分 - 16時56分[注 45]
- 再放送
  - 2020年東京オリンピック開催に合わせて、大河ドラマ「いだてん〜東京オリムピック噺〜」とともに、NHK総合で前編が2021年7月23日23時41分に、後編が翌24日1時6分（23日深夜）に、総集編のアンコール放送が行われた[150][151]。

## 関連番組
- もうすぐ! 連続テレビ小説「エール」（2020年3月20日、NHK総合）
- 10分でわかる!「エール」（2020年3月22日、NHK総合）
- エール 古関裕而の応援歌（NHK総合）

| 曲名               | 放送日   | ゲスト                                                     |
| ------------------ | -------- | ---------------------------------------------------------- |
| 長崎の鐘           | 04月12日 | 美輪明宏                                                   |
| 六甲おろし         | 04月26日 | 川藤幸三                                                   |
| モスラの歌         | 04月29日 | 中川翔子                                                   |
| とんがり帽子       | 05月03日 | 毒蝮三太夫                                                 |
| フランチェスカの鐘 | 05月10日 | 加藤登紀子                                                 |
| ひるのいこい       | 05月17日 |                                                            |
| わらじ音頭         | 05月24日 | 大友良英                                                   |
| 愛国の花           | 05月31日 | デヴィ・スカルノ                                           |
| 高原列車は行く     | 06月14日 |                                                            |
| 紺碧の空           | 09月27日 | 早稲田大学グリークラブ                                     |
| 栄冠は君に輝く     | 10月25日 | 福島県立福島商業高等学校吹奏楽部、福島大学附属小学校合唱部 |
| イヨマンテの夜     | 11月01日 |                                                            |
| 君の名は           | 11月15日 | 塩谷靖子                                                   |

- まだ間に合う!「エール」（2020年5月9日、NHK総合）
- 「いよいよ来週から！連続テレビ小説『エール』再開SP」（2020年9月12日、NHK総合・BSP/BS4K）
- みんなでエール　キックオフスペシャル（2020年7月9日）※以後、随時放送。
  - ドラマ出演者が、主題歌『星影のエール』を歌唱。
    - 歌唱ゲスト（50音順、敬称略）
    - 井上希美、柿澤勇人、加弥乃、小南満佑子、古川雄大、堀内敬子、松井玲奈、森七菜、山崎育三郎、吉原光夫
- SONGS
  - 森山直太朗・山崎育三郎（2020年10月31日）
- もうひとつのエール 〜古関裕而 新しい音楽への夢〜（2020年12月19日）BSプレミアム[152]。
  - 二階堂ふみ・山崎育三郎出演。ナレーター菊池桃子。番組のシーン多数。
  - 戦争体験が古関の作曲人生に与えた影響など。

## 視聴率
- ビデオリサーチ調べの平均視聴率（世帯・リアルタイム）は、初回が21.2%を記録。初回視聴率の20%超えは2017年度後期『わろてんか』から6作連続維持となった[153]。週間平均視聴率は、第14週以降は20%割れの連発となったが、期間全体の平均視聴率は20.1%となり、最高視聴率は22.1%を記録した[136]。
- 福島地区での視聴率は、初回が35.9%を記録。最高視聴率は37.8%(5月5日)、平均32.1%を記録している。関西は平均18.1%(ビデオリサーチ調べ・世帯)[154]。

## 関連商品
ドラマガイド
- NHKドラマ・ガイド 連続テレビ小説 エール Part1 （2020年3月25日、NHK出版、ISBN 978-4-14-923591-2）
- ステラMOOK 連続テレビ小説 エール メモリアルブック（2020年11月11日、NHKサービスセンター、ISBN 978-4-87108-141-2）

ノベライズ
- NHK連続テレビ小説 エール 上（ノベライズ）（2020年3月27日、NHK出版、ISBN 978-4-14-005709-4）

- NHK連続テレビ小説 エール 下（ノベライズ）（2020年10月30日、NHK出版、ISBN 978-4-14-005710-0）

フォトブック
- 「二階堂ふみ in エール」PHOTO BOOK（2020年3月30日、東京ニュース通信社、ISBN 978-4-86701-073-0）
- Vreath -Documentary of 窪田正孝 in エール-（2020年12月4日、SDP、ISBN 978-4-906953-95-0）

サウンドトラック
- 連続テレビ小説「エール」オリジナル・サウンドトラック 瀬川英史（2020年5月27日、日本コロムビア、COCP-41137）
- 連続テレビ小説「エール」オリジナル・サウンドトラック Vol.2 瀬川英史（2020年9月23日、日本コロムビア、COCP-41233）
- 連続テレビ小説「エール」オリジナル・サウンドトラック Vol.3 瀬川英史（2020年12月9日、日本コロムビア、COCP-41381）
- 連続テレビ小説「エール」オリジナル・サウンドトラック Vol.4 瀬川英史（2021年1月27日、日本コロムビア、COKM-42836 配信限定）

Blu-ray、DVD
- BOX1 第1週〜第10週
  - 連続テレビ小説 エール 完全版 ブルーレイ BOX1（2020年10月23日、NHKエンタープライズ、NSBX-24560）
  - 連続テレビ小説 エール 完全版 DVD-BOX1（2020年10月23日、NHKエンタープライズ、NSDX-24563）

- BOX2　第11週〜第18週
  - 連続テレビ小説 エール 完全版 ブルーレイ BOX2（2021年1月22日、NHKエンタープライズ、NSBX-24561）
  - 連続テレビ小説 エール 完全版 DVD-BOX2（2021年1月22日、NHKエンタープライズ、NSDX-24564）

- BOX3　第19週〜最終週
  - 連続テレビ小説 エール 完全版 ブルーレイ BOX3（2021年3月26日、NHKエンタープライズ、NSBX-24562）
  - 連続テレビ小説 エール 完全版 DVD-BOX3（2021年3月26日、NHKエンタープライズ、NSDX-24565）

## 反響・評価
近現代史研究者で『古関裕而の昭和史』（文春新書）の著書もある辻田真佐憲は、主人公のモデルである古関裕而が「軍歌の覇王」と呼ばれていたにもかかわらず、番宣などで「軍歌」が徹底的に排除され、「戦時歌謡」という言葉に置き換えられていることを指摘。「戦時歌謡」は戦後の造語であり、実際の古関の楽曲を使用しながら、「戦時歌謡」という造語で物語を上書きするのは欺瞞であると批判している。
日刊大衆は、最終回放送終了後SNSで絶賛の声が溢れたと報じた。その理由として古山夫妻を窪田正孝と二階堂ふみが演じたこと、新型コロナウイルスの流行で2020年東京オリンピックの中止、放送延期短縮、小山田耕三役の志村けんの死去とトラブルの連続が逆にプラスに働いたこと、音楽でエールを送るというテーマにコロナ禍の現実がリンクしたことなどをあげている。

### うるわしの白百合
2020年10月16日に放映された第90回で、薬師丸ひろ子演じる光子が空襲で焼けた自宅跡で讃美歌「うるわしの白百合」を歌う場面は大きな反響を呼んだ。当初、このシーンは光子が地面を叩きながら「戦争の、こんちくしょう！ こんちくしょう！」と唸るというものだったが、薬師丸から「うるわしの白百合」を歌いたいと提案があった。本作でキリスト教監修をしていた西原廉太は、関内家は聖公会の信者の設定で「うるわしの白百合」は聖公会の『聖歌集』に収録されていないが、光子がミッション系の金城女学校出身で、在学中に愛唱していた「うるわしの白百合」を歌うという設定を作った。また、プロテスタント系ミッションスクールが加盟している「基督教教育同盟會」が編纂した架空の歌集『基督教學校 讃美歌』が光子の手元にあり、それを焼け跡で拾って歌うということになった。撮影では、西原は2節のみ歌うことを提案していたが、薬師丸は1節と2節をアカペラで歌い切りノーカットで放送された。
視聴者の反響により第90回を含む第18週「戦場の歌」が2020年10月25日深夜に再放送された。
薬師丸ひろ子は、エール放送後初めての「SONGS」出演時（第588回・2021年11月25日放送）、このシーン撮影までの経緯などを語り、「うるわしの白百合」を歌った。

### 舞台地の反応
オープニング映像の舞台の一つである水林自然林は、朝ドラファンから「聖地」と見なされたことで散策客の数が増加し、その数は2020年11月末時点において、放映開始前年の2倍に近い1万8356人に達した。水林自然林を管理する福島県北森林組合によれば、この林は以前から高齢者らに人気があったが、本作の放映開始後は次第に若年層が増加しており、新型コロナウイルス感染症の影響による放送中断後も人気は絶えることがなく、福島県内のみならず東北各県や首都圏からの来訪者も多いという。
2020年12月に発表された、福島民友新聞社の読者が選んだ「2020県内十大ニュース」では、本作の放送がトップとなった。
豊橋鉄道は、東田本線（豊橋市内線）で運用のモ800形電車に本作のラッピングを施し、2020年4月11日から放送期間中運行した。

### 受賞
- 第45回エランドール賞[174]
  - プロデューサー賞（土屋勝裕）
  - 新人賞（窪田正孝、森七菜）
- 第11回ロケーションジャパン大賞
  - 準グランプリ（連続テレビ小説『エール』×福島県福島市）[175][176]
- 第106回ザテレビジョンドラマアカデミー賞[177]
  - 主演男優賞（窪田正孝）
  - 助演女優賞（二階堂ふみ）
  - 監督賞（吉田照幸、松園武大、橋爪紳一朗）
  - ドラマソング賞（GReeeeN「星影のエール」）
    - なお、受賞こそ逃したが久志役の山崎は、助演男優賞の「審査員票」で1位となり、総合順位も2位となった[178]。
- 第29回橋田賞[179]
  - 作品
  - 俳優（二階堂ふみ）
- 第24回日刊スポーツ ドラマグランプリ[180]
  - 助演女優賞（二階堂ふみ）[注 46]
- 国際ドラマフェスティバル in TOKYO 2021「東京ドラマアウォード2021」[181]
  - 主演男優賞 （窪田正孝）

## その他
- 脚本の吉田は第88回について、当初は敵襲に遭うタイミングは「コンサートを終えた次の日、裕一が帰ろうとした時」だったらしく、抗しがたい悲劇やどうにもならない悲劇を描くため、コロナ禍で撮影休止期間の2か月で、脚本の戦争の部分を書き直した。また、岸本一等兵の身の上話についても当初は全くなかったらしい[182]。
- 2020年東京オリンピックの聖火リレーで、 2021年3月26日に古山まさ（裕一の母）役の菊池桃子[注 47]が、福島市の第一走者として福島市信夫ヶ丘競技場を走った[184]。また4月6日には関内吟役の松井玲奈[注 22]が、豊橋市の豊橋市陸上競技場を走った[185]。ふたりとも志望動機に本作品とのつながりを挙げている。
- 2021年8月10日に開幕した「第103回全国高等学校野球選手権大会」の開会式において、佐藤久志役の山崎育三郎が、大会歌「栄冠は君に輝く」を独唱した。
  - 2023年1月13日、当年度の「野球殿堂」顕彰者（特別表彰部門）に古関を選出。野球殿堂入りをたたえ、8月6日に開幕する「第105回全国高等学校野球選手権大会」開会式で山崎育三郎が再び「栄冠は君に輝く」を歌うことになった[186]。山崎は「朝ドラ『エール』で歌わせていただいたご縁から『栄冠は君に輝く』は私にとって特別な楽曲となりました。」と語っている。なお、2021年は無観客で、2023年は有観客で歌唱した。